# Liste der Kulturdenkmale in Bernstadt a. d. Eigen

Wappen von Bernstadt a. d. Eigen

In der Liste der Kulturdenkmale in Bernstadt a. d. Eigen sind sämtliche Kulturdenkmale der sächsischen Stadt Bernstadt a. d. Eigen verzeichnet, die bis 1. September 2024 vom Landesamt für Denkmalpflege Sachsen erfasst wurden (ohne archäologische Kulturdenkmale). Die Anmerkungen sind zu beachten.
Diese Liste ist eine Teilliste der Liste der Kulturdenkmale im Landkreis Görlitz.

## Bernstadt a. d. Eigen
| Bild                                    | Bezeichnung                                                                                                   | Lage                             | Datierung                                                             | Beschreibung | ID       |
| --------------------------------------- | --- | -------------------------------- | --------------------------------------------------------------------- | --- | -------- |
| Direkt Bild zu diesem Denkmal hochladen | Straßenbrücke über die Pließnitz                                                                              | (im Pließnitztal) (Karte)        | 19. Jahrhundert                                                       | Baugeschichtlich von Bedeutung | 09225370 |
| Direkt Bild zu diesem Denkmal hochladen | Wohnhaus, nach rechts in geschlossener Bebauung                                                               | Adolf-Klose-Straße 1 (Karte)     | 1. Hälfte 19. Jahrhundert                                             | Baugeschichtlich und städtebaulich von Bedeutung, links Krüppelwalm, zum Teil Granitgewände | 09224955 |
| Direkt Bild zu diesem Denkmal hochladen | Schule, heute Wohnhaus                                                                                        | Adolf-Klose-Straße 5 (Karte)     | 2. Hälfte 19. Jahrhundert                                             | Krüppelwalmdach, übergiebelter Mittelrisalit, baugeschichtlich und ortsgeschichtlich von Bedeutung, Biberschwanzdeckung, originale Tür, Fenstergewände aus Granit, ursprünglich als Wohnhaus gebaut | 09224954 |
| Direkt Bild zu diesem Denkmal hochladen | Wohnhaus, nach links in geschlossener Bebauung                                                                | Adolf-Klose-Straße 6 (Karte)     | 1. Hälfte 19. Jahrhundert                                             | Baugeschichtlich und städtebaulich von Bedeutung | 09225038 |
| Direkt Bild zu diesem Denkmal hochladen | Wohnhaus in geschlossener Bebauung                                                                            | Adolf-Klose-Straße 8 (Karte)     | 1. Hälfte 19. Jahrhundert                                             | Baugeschichtlich und städtebaulich von Bedeutung, Fledermausgauben | 09225037 |
| Direkt Bild zu diesem Denkmal hochladen | Wohnhaus in geschlossener Bebauung                                                                            | Adolf-Klose-Straße 10 (Karte)    | 1. Hälfte 19. Jahrhundert                                             | Baugeschichtlich und städtebaulich von Bedeutung, Fledermausgauben | 09225036 |
| Direkt Bild zu diesem Denkmal hochladen | Wohnhaus | Adolf-Klose-Straße 11 (Karte)    | 1. Hälfte 19. Jahrhundert                                             | Stattlicher herausgehobener Bau mit Krüppelwalmen, baugeschichtlich und straßenbildprägend von Bedeutung, Stockgesims, Lisenengliederung und Türverdachung, Fledermausgauben | 09225039 |
| Direkt Bild zu diesem Denkmal hochladen | Wohnhaus, nach rechts in geschlossener Bebauung                                                               | Adolf-Klose-Straße 12 (Karte)    | 1. Hälfte 19. Jahrhundert                                             | Baugeschichtlich und städtebaulich von Bedeutung | 09225035 |
| Direkt Bild zu diesem Denkmal hochladen | Wohnhaus (Umgebinde)                                                                                          | Adolf-Klose-Straße 16 (Karte)    | Mitte 19. Jahrhundert                                                 | Baugeschichtlich von Bedeutung, Nebengebäude (Anbau) kein Denkmal | 09225358 |
| Direkt Bild zu diesem Denkmal hochladen | Wohnhaus, nach links in geschlossener Bebauung                                                                | Adolf-Klose-Straße 17 (Karte)    | Um 1800                                                               | Eingeschossig mit Mansarddach, Korbbogentürgewände, baugeschichtlich und städtebaulich von Bedeutung, Dachhäuschen und Fledermausgaube | 09225040 |
| Direkt Bild zu diesem Denkmal hochladen | Wohnhaus | Adolf-Klose-Straße 19 (Karte)    | Um 1800                                                               | Eingeschossig mit Mansarddach, baugeschichtlich und städtebaulich von Bedeutung, Dachhäuschen bei Ersterfassung | 09225041 |
| Direkt Bild zu diesem Denkmal hochladen | Amtsgericht; Haus in Ecklage, ehemaliges Rathaus                                                              | Bautzener Straße 1 (Karte)       | Ende 19. Jahrhundert                                                  | Putzbau mit Mittelrisalit und Putzgliederung sowie modernem Ladeneinbau, baugeschichtlich und ortsgeschichtlich von Bedeutung, Putz erneuert, originale Fenster | 09224996 |
| Direkt Bild zu diesem Denkmal hochladen | Wohnhaus in Ecklage                                                                                           | Bautzener Straße 2 (Karte)       | 1. Hälfte 19. Jahrhundert                                             | Mit modernem Ladeneinbau, Teil der Marktplatzbebauung, baugeschichtlich und städtebaulich von Bedeutung, Dachhäuschen und Fledermausgauben | 09224997 |
| Direkt Bild zu diesem Denkmal hochladen | Wohnhaus in geschlossener Bebauung                                                                            | Bautzener Straße 3 (Karte)       | Mitte 19. Jahrhundert                                                 | Putzbau mit Tordurchfahrt, baugeschichtlich und städtebaulich von Bedeutung, originale Tür und originales Tor | 09225323 |
| Direkt Bild zu diesem Denkmal hochladen | Wohnhaus in geschlossener Bebauung                                                                            | Bautzener Straße 5 (Karte)       | Mitte 19. Jahrhundert                                                 | Mit altem Ladenfenster, baugeschichtlich und städtebaulich von Bedeutung | 09225322 |
| Direkt Bild zu diesem Denkmal hochladen | Wohnhaus, nach rechts in geschlossener Bebauung                                                               | Bautzener Straße 17 (Karte)      | Mitte 19. Jahrhundert                                                 | Baugeschichtlich und städtebaulich von Bedeutung, mit Anbau, Krüppelwalmdach nach links, Biberschwanzdeckung mit zwei Fledermausgauben | 09225321 |
| Direkt Bild zu diesem Denkmal hochladen | Wohnhaus in geschlossener Bebauung                                                                            | Bautzener Straße 19 (Karte)      | 1. Hälfte 19. Jahrhundert                                             | Baugeschichtlich und städtebaulich von Bedeutung, zweigeschossig, vierachsig, mit drei Dachgauben | 09225320 |
| Direkt Bild zu diesem Denkmal hochladen | Wohnhaus | Bautzener Straße 23 (Karte)      | Um 1920                                                               | Mansarddach, Gurtgesimse baugeschichtlich von Bedeutung, Fenster und Tür original erhalten, farbiges Bleifenster an der rechten Seite | 09225319 |
| Direkt Bild zu diesem Denkmal hochladen | Wohnhaus mit Einfriedung                                                                                      | Bautzener Straße 25 (Karte)      | Bezeichnet mit 1905                                                   | Putzbau mit reichem Jugendstildekor und Giebel im Stil des 17. Jahrhunderts, baugeschichtlich und künstlerisch von Bedeutung, Fenster original erhalten, schmiedeeisernes Gitter | 09225318 |
| Direkt Bild zu diesem Denkmal hochladen | Wohnhaus mit Einfriedung                                                                                      | Bautzener Straße 34 (Karte)      | Um 1900                                                               | Schweizerstil mit Eckturm, baugeschichtlich von Bedeutung, zum Teil mit originalen Fenstern | 09225043 |
| Direkt Bild zu diesem Denkmal hochladen | Wohnstallhaus und Scheune eines Bauernhofes                                                                   | Eilfhufen 1 (Karte)              | Anfang 19. Jahrhundert                                                | Wohnstallhaus Obergeschoss Fachwerk, Fachwerkscheune, baugeschichtlich und wirtschaftsgeschichtlich von Bedeutung. Wohnstallhaus: Obergeschoss Fachwerk, Giebelseite verbrettert, Fledermausgauben, Krüppelwalm, Biberschwanzdeckung, Korbbogentürgewände. Scheune Fachwerk. | 09225357 |
| Direkt Bild zu diesem Denkmal hochladen | Wohnhaus und Nebengebäude, mit Toreinfahrt                                                                    | Eilfhufen 14 (Karte)             | Um 1910                                                               | Wohnhaus mit Dachreiter, baugeschichtlich von Bedeutung, Mansarddach, ein Fenster vergrößert, bis August 2010 unter Eilfhufen 5 in der Denkmalliste, Schuppen Streichung 2010, kein ausreichender Denkmalwert | 09225356 |
| Direkt Bild zu diesem Denkmal hochladen | Wohnhaus in geschlossener Bebauung                                                                            | Ernst-Thälmann-Straße 1 (Karte)  | 1910er Jahre                                                          | Mit Treppengiebel an der Frontseite, baugeschichtlich und städtebaulich von Bedeutung, originale Fenster und Tür | 09225330 |
| Direkt Bild zu diesem Denkmal hochladen | Wohnhaus in geschlossener Bebauung                                                                            | Ernst-Thälmann-Straße 3 (Karte)  | 2. Hälfte 19. Jahrhundert                                             | Putzbau mit übergiebeltem Dachhäuschen, baugeschichtlich und städtebaulich von Bedeutung, Putz und Fenster erneuert, originale Biberschwanzdeckung, mit Dacherker, zwei Dachhäuschen und Fledermausgaube | 09225331 |
| Direkt Bild zu diesem Denkmal hochladen | Wohnhaus | Ernst-Thälmann-Straße 4 (Karte)  | 2. Hälfte 19. Jahrhundert                                             | Krüppelwalm, baugeschichtlich von Bedeutung, Rückbau verändert, Fenster jünger | 09225333 |
| Direkt Bild zu diesem Denkmal hochladen | Wohnhaus | Ernst-Thälmann-Straße 8 (Karte)  | Um 1800                                                               | Eingeschossig mit hohem gebrochenem Dach, was auf ein hohes Alter schließen lässt, baugeschichtlich und städtebaulich von Bedeutung, Mansarddach | 09225024 |
| Direkt Bild zu diesem Denkmal hochladen | Wohnhaus in geschlossener Bebauung                                                                            | Ernst-Thälmann-Straße 12 (Karte) | 1. Hälfte 19. Jahrhundert                                             | Putzbau mit modernem Ladeneinbau, baugeschichtlich und städtebaulich von Bedeutung, Fledermausgauben | 09225022 |
| Direkt Bild zu diesem Denkmal hochladen | Wohnhaus in Ecklage                                                                                           | Ernst-Thälmann-Straße 16 (Karte) | 1. Hälfte 19. Jahrhundert                                             | Giebelständig zur Straße, baugeschichtlich von Bedeutung | 09225020 |
| Direkt Bild zu diesem Denkmal hochladen | Wohnhaus | Ernst-Thälmann-Straße 17 (Karte) | 1. Hälfte 19. Jahrhundert                                             | Obergeschoss Fachwerk, baugeschichtlich von Bedeutung, Giebel verbrettert | 09225028 |
| Direkt Bild zu diesem Denkmal hochladen | Wohnhaus über winkelförmigem Grundriss, mit östlichem Nebengebäude                                            | Ernst-Thälmann-Straße 19 (Karte) | Um 1900, verändert                                                    | Baugeschichtlich und straßenbildprägend von Bedeutung, Wohnhaus zweigeschossig mit Mansarddach, Nebengebäude mit Mansarddach und Türmchen, ehemals Im Besitz der Familie Schüller | 09225027 |
| Direkt Bild zu diesem Denkmal hochladen | Wohnhaus | Ernst-Thälmann-Straße 21 (Karte) | 1. Hälfte 19. Jahrhundert                                             | Putzbau mit Krüppelwalmdach und Fledermausgauben, baugeschichtlich von Bedeutung | 09225025 |
| Direkt Bild zu diesem Denkmal hochladen | Wohnhaus | Ernst-Thälmann-Straße 22 (Karte) | Laut Auskunft 1744                                                    | Obergeschoss Fachwerk mit Andreaskreuzen, baugeschichtlich und hausgeschichtlich von Bedeutung, ehemals mit Umgebinde | 09225026 |
| Direkt Bild zu diesem Denkmal hochladen | Doppelscheune                                                                                                 | Friedensring 2 (Karte)           | Mitte 19. Jahrhundert                                                 | Mit zwei großen Korbbogentoren, wirtschaftsgeschichtlich und straßenbildprägend von Bedeutung, Granitmauerwerk mit jüngeren Ziegelausfachungen, zum Teil originale Biberschwanzdeckung, Krüppelwalm | 09225341 |
| Direkt Bild zu diesem Denkmal hochladen | Wohnhaus, nach rechts in geschlossener Bebauung                                                               | Friedensring 6 (Karte)           | 1. Hälfte 19. Jahrhundert                                             | Putzbau mit einfacher Gliederung, baugeschichtlich und städtebaulich von Bedeutung, zum Teil originale Fenster, Biberschwanzdeckung mit Krüppelwalm nach links, gefährdet | 09225340 |
| Direkt Bild zu diesem Denkmal hochladen | Wohnhaus (Umgebinde)                                                                                          | Friedensring 7 (Karte)           | 18. Jahrhundert                                                       | Doppelstubenhaus, Obergeschoss Fachwerk, baugeschichtlich und sozialgeschichtlich von Bedeutung, Fachwerk mit Andreaskreuzen, ehemals mit durchlaufender Vorlaube, nicht denkmalgerecht saniert, gefährdet | 09225343 |
| Direkt Bild zu diesem Denkmal hochladen | Wohnhaus (Umgebinde) und Einfriedung                                                                          | Friedensring 17 (Karte)          | Mitte 19. Jahrhundert                                                 | Obergeschoss Fachwerk, baugeschichtlich und sozialgeschichtlich von Bedeutung, Obergeschoss Fachwerk verbrettert, mit rückwärtigem Wintergartenanbau, Jugendstilhaustür | 09225346 |
| Direkt Bild zu diesem Denkmal hochladen | Wohnhaus | Friedensring 23 (Karte)          | 18. Jahrhundert                                                       | Obergeschoss Fachwerk, Andreaskreuze, baugeschichtlich und hausgeschichtlich von Bedeutung, Andreaskreuze, Tür und Fenster zum Teil alt, Giebel verbrettert | 09225042 |
| Direkt Bild zu diesem Denkmal hochladen | Wohnhaus in geschlossener Bebauung, mit Laden                                                                 | Görlitzer Straße 2 (Karte)       | 1. Hälfte 19. Jahrhundert                                             | Putzbau mit Mansarddach, Laden mit originaler Front, baugeschichtlich und städtebaulich von Bedeutung | 09224970 |
|                                         | Wohnhaus in geschlossener Bebauung                                                                            | Görlitzer Straße 4 (Karte)       | 2. Viertel 19. Jahrhundert                                            | Putzbau mit reicher Gliederung und Ornamentik, baugeschichtlich und städtebaulich von Bedeutung, mit Gesimsen, Blendbögen, Stuck, Mansarddach | 09224969 |
| Direkt Bild zu diesem Denkmal hochladen | Wohnhaus in geschlossener Bebauung, mit Laden                                                                 | Görlitzer Straße 5 (Karte)       | Mitte 19. Jahrhundert                                                 | Einfacher Putzbau, Laden mit originaler Front, städtebaulich von Bedeutung | 09225018 |
| Direkt Bild zu diesem Denkmal hochladen | Wohnhaus in geschlossener Bebauung                                                                            | Görlitzer Straße 8 (Karte)       | 1. Hälfte 19. Jahrhundert, verändert                                  | Einfacher Putzbau, städtebaulich von Bedeutung | 09224971 |
| Direkt Bild zu diesem Denkmal hochladen | Wohnhaus in geschlossener Bebauung                                                                            | Görlitzer Straße 9 (Karte)       | 2. Hälfte 19. Jahrhundert                                             | Putzbau mit einfacher Gliederung, baugeschichtlich und städtebaulich von Bedeutung, mit Türverdachung, Gesims, Lisenengliederung, jüngerer Dachausbau | 09225003 |
| Direkt Bild zu diesem Denkmal hochladen | Wohnhaus in geschlossener Bebauung, mit Laden                                                                 | Görlitzer Straße 10 (Karte)      | 1. Hälfte 19. Jahrhundert                                             | Einfacher Putzbau, Laden mit originaler Front, städtebaulich von Bedeutung | 09224972 |
| Direkt Bild zu diesem Denkmal hochladen | Wohnhaus in geschlossener Bebauung                                                                            | Görlitzer Straße 12 (Karte)      | 1. Hälfte 19. Jahrhundert                                             | Putzbau mit Toreinfahrt und jüngerem Ladeneinbau, Satteldach mit vielen Fledermausgaupen, baugeschichtlich und städtebaulich von Bedeutung | 09224973 |
| Direkt Bild zu diesem Denkmal hochladen | Wohnhaus in geschlossener Bebauung, mit Laden                                                                 | Görlitzer Straße 14 (Karte)      | Bezeichnet mit 1815, verändert                                        | Reliefplatte über dem Eingang, originale Klinke, hohes Dach mit fünf Dachhäuschen und acht Fledermausgaupen, Laden mit originaler Front, baugeschichtlich und straßenbildprägend von Bedeutung. Reliefplatte mit Inschriften, Fass, Beutel mit Münzen, Äskulapstab, verschnürtem Paket u. a., Bezeichnung MDCCCXV, nachgebaute Tür mit originalem Türgriff, originales Dach mit Biberschwanzdoppeldeckung. | 09224974 |
| Direkt Bild zu diesem Denkmal hochladen | Wohnhaus in geschlossener Bebauung                                                                            | Görlitzer Straße 15 (Karte)      | Mitte 19. Jahrhundert                                                 | Putzbau mit Satteldach, Hechtgaube und vier Fledermausgaupen, baugeschichtlich und straßenbildprägend von Bedeutung | 09225004 |
| Direkt Bild zu diesem Denkmal hochladen | Wohnhaus in geschlossener Bebauung                                                                            | Görlitzer Straße 16 (Karte)      | 2. Hälfte 19. Jahrhundert, Kern älter                                 | Putzbau mit Eckquaderung und segmentbogigem Portal, baugeschichtlich und städtebaulich von Bedeutung, Dachhecht | 09224975 |
| Direkt Bild zu diesem Denkmal hochladen | Wohnhaus in halboffener Bebauung                                                                              | Görlitzer Straße 17 (Karte)      | 2. Hälfte 19. Jahrhundert                                             | Putzbau mit Mansardgiebeldach, baugeschichtlich und städtebaulich von Bedeutung | 09225005 |
| Direkt Bild zu diesem Denkmal hochladen | Wohnhaus in geschlossener Bebauung                                                                            | Görlitzer Straße 18 (Karte)      | 1. Hälfte 19. Jahrhundert, verändert                                  | Mit jüngerem Ladeneinbau, baugeschichtlich und städtebaulich von Bedeutung, Granitgewände an der Tür, originale Türklinke an erneuerter Tür | 09224976 |
| Direkt Bild zu diesem Denkmal hochladen | Wohnhaus in halboffener Bebauung                                                                              | Görlitzer Straße 21 (Karte)      | Mitte 19. Jahrhundert                                                 | Putzbau mit originaler Haustür und Fledermausgaupen, baugeschichtlich und städtebaulich von Bedeutung | 09225006 |
| Direkt Bild zu diesem Denkmal hochladen | Wohnhaus in geschlossener Bebauung                                                                            | Görlitzer Straße 22 (Karte)      | 1. Hälfte 19. Jahrhundert                                             | Putzbau mit Satteldach und vier Fledermausgaupen, baugeschichtlich und städtebaulich von Bedeutung, Granitgewände im Erdgeschoss, Putzgewände im Obergeschoss, Biberschwanzdoppeldeckung | 09224977 |
| Direkt Bild zu diesem Denkmal hochladen | Wohnhaus in halboffener Bebauung und Ecklage                                                                  | Görlitzer Straße 23 (Karte)      | Mitte 19. Jahrhundert                                                 | Putzbau, städtebaulich von Bedeutung | 09225017 |
| Direkt Bild zu diesem Denkmal hochladen | Wohnhaus, nach rechts in geschlossener Bebauung                                                               | Görlitzer Straße 25 (Karte)      | Bezeichnet mit 1826 (über der Tür)                                    | Putzbau mit Dachhecht, alte Tür, baugeschichtlich und städtebaulich von Bedeutung | 09225016 |
| Direkt Bild zu diesem Denkmal hochladen | Wohnhaus in geschlossener Bebauung                                                                            | Görlitzer Straße 26 (Karte)      | 1. Hälfte 19. Jahrhundert, verändert                                  | Einfacher Putzbau, städtebaulich von Bedeutung | 09224989 |
| Direkt Bild zu diesem Denkmal hochladen | Wohnhaus in geschlossener Bebauung                                                                            | Görlitzer Straße 28 (Karte)      | 1. Hälfte 19. Jahrhundert, verändert                                  | Putzbau mit Dachhäuschen und drei Fledermausgaupen, baugeschichtlich und städtebaulich von Bedeutung, mit modernem Ladeneinbau | 09225524 |
| Direkt Bild zu diesem Denkmal hochladen | Wohnhaus in geschlossener Bebauung                                                                            | Görlitzer Straße 29 (Karte)      | 1. Hälfte 19. Jahrhundert                                             | Einfacher Putzbau, städtebaulich von Bedeutung, originale Fenster im Obergeschoss und alte Tür | 09225007 |
| Direkt Bild zu diesem Denkmal hochladen | Wohnhaus in geschlossener Bebauung, mit Laden                                                                 | Görlitzer Straße 30 (Karte)      | 1. Hälfte 19. Jahrhundert                                             | Putzbau mit drei Dachhäuschen, teils originale Ladenfront, städtebaulich von Bedeutung, Ladeneinbau Ende 19. Jahrhundert | 09224988 |
| Direkt Bild zu diesem Denkmal hochladen | Wohnhaus in geschlossener Bebauung                                                                            | Görlitzer Straße 32 (Karte)      | Mitte 19. Jahrhundert                                                 | Putzbau mit repräsentativem Portal und originaler Haustür, baugeschichtlich und städtebaulich von Bedeutung, um ein zweites Obergeschoss aufgestockt, originale Fenster und Tür, Fenstersohlbänke im ersten Obergeschoss aus Granit, moderner Ladeneinbau | 09224987 |
| Direkt Bild zu diesem Denkmal hochladen | Wohnhaus, nach rechts in geschlossener Bebauung                                                               | Görlitzer Straße 34 (Karte)      | 1. Hälfte 19. Jahrhundert                                             | Massiv, baugeschichtlich von Bedeutung, Einfriedung (Holzlattenzaun mit Granitpfosten), Haustür 1920er Jahre, Granitsteingewände. Einfache Putzgliederung bei Sanierung verschwunden. | 09224986 |
| Direkt Bild zu diesem Denkmal hochladen | Wohnhaus in geschlossener Bebauung                                                                            | Görlitzer Straße 35 (Karte)      | 1. Hälfte 19. Jahrhundert                                             | Putzbau, baugeschichtlich von Bedeutung | 09225008 |
| Direkt Bild zu diesem Denkmal hochladen | Wohnhaus, nach links in geschlossener Bebauung                                                                | Görlitzer Straße 36 (Karte)      | 1. Hälfte 19. Jahrhundert, verändert                                  | Putzbau mit Dachhäuschen mit Rundbogenfenstern und Fledermausgaupen, baugeschichtlich und städtebaulich von Bedeutung. Nach rechts freistehend, Granitgewände im Erdgeschoss zum Teil erhalten. Mit modernem Ladeneinbau. | 09224985 |
| Direkt Bild zu diesem Denkmal hochladen | Wohnhaus in geschlossener Bebauung                                                                            | Görlitzer Straße 37 (Karte)      | 1. Hälfte 19. Jahrhundert                                             | Putzbau mit alter Haustür, baugeschichtlich von Bedeutung, originale Fenster im Obergeschoss und ein originales im Erdgeschoss | 09225009 |
| Direkt Bild zu diesem Denkmal hochladen | Wohnhaus in geschlossener Bebauung                                                                            | Görlitzer Straße 38 (Karte)      | 1. Hälfte 19. Jahrhundert, verändert                                  | Putzbau mit drei Fledermausgaupen, baugeschichtlich und städtebaulich von Bedeutung, originales Dach, profilierte Fenstersohlbänke aus Granit | 09224984 |
| Direkt Bild zu diesem Denkmal hochladen | Wohnhaus in geschlossener Bebauung                                                                            | Görlitzer Straße 41 (Karte)      | Laut Auskunft 1827                                                    | Ehemals Gerberei, Putzbau mit klassizistischer Haustür, im Inneren Gewölbe, baugeschichtlich und städtebaulich von Bedeutung | 09225010 |
| Direkt Bild zu diesem Denkmal hochladen | Wohnhaus in geschlossener Bebauung                                                                            | Görlitzer Straße 42 (Karte)      | 1. Hälfte 19. Jahrhundert, verändert                                  | Mit jüngerem Ladeneinbau, Putzbau, baugeschichtlich von Bedeutung | 09224983 |
| Direkt Bild zu diesem Denkmal hochladen | Wohnhaus in geschlossener Bebauung                                                                            | Görlitzer Straße 43 (Karte)      | Anfang 19. Jahrhundert                                                | Putzbau mit zwei Dachhäuschen, baugeschichtlich von Bedeutung | 09225011 |
| Direkt Bild zu diesem Denkmal hochladen | Wohnhaus in geschlossener Bebauung                                                                            | Görlitzer Straße 44 (Karte)      | Um 1800                                                               | Putzbau mit Mansarddach, baugeschichtlich und städtebaulich von Bedeutung | 09224982 |
| Direkt Bild zu diesem Denkmal hochladen | Wohnhaus in geschlossener Bebauung                                                                            | Görlitzer Straße 45 (Karte)      | Anfang 19. Jahrhundert                                                | Putzbau mit alter Haustür und zwei Dachhäuschen, baugeschichtlich von Bedeutung, Fenster mit Jalousienverblendung Anfang 20. Jahrhundert | 09225012 |
| Direkt Bild zu diesem Denkmal hochladen | Wohnhaus in geschlossener Bebauung                                                                            | Görlitzer Straße 46 (Karte)      | 1. Hälfte 19. Jahrhundert, verändert                                  | Putzbau mit zwei Fledermausgaupen, Fassade verändert, baugeschichtlich von Bedeutung, Biberschwanzdeckung | 09224981 |
| Direkt Bild zu diesem Denkmal hochladen | Wohnhaus in halboffener Bebauung                                                                              | Görlitzer Straße 49 (Karte)      | 1. Hälfte 19. Jahrhundert                                             | Putzbau mit zwei Fledermausgaupen, baugeschichtlich von Bedeutung | 09225014 |
| Direkt Bild zu diesem Denkmal hochladen | Wohnhaus in halboffener Bebauung                                                                              | Görlitzer Straße 52 (Karte)      | 1. Hälfte 19. Jahrhundert, verändert                                  | Putzbau mit zwei Fledermausgaupen, baugeschichtlich von Bedeutung | 09224980 |
| Direkt Bild zu diesem Denkmal hochladen | Wohnhaus in Ecklage                                                                                           | Görlitzer Straße 53 (Karte)      | Um 1900, verändert                                                    | Putzbau mit aufwendigem Portal, baugeschichtlich von Bedeutung, Dachhäuschen, moderner Ladeneinbau, nach Sanierung sehr geglättet | 09225015 |
| Direkt Bild zu diesem Denkmal hochladen | Wohnhaus in halboffener Bebauung                                                                              | Görlitzer Straße 56 (Karte)      | 1. Hälfte 19. Jahrhundert, verändert                                  | Putzbau, baugeschichtlich von Bedeutung | 09224979 |
| Weitere Bilder                          | Evangelische Stadtkirche St. Marien und Heiligkreuz und Kirchhof (Sachgesamtheit)                             | Kirchgasse 1 (Karte)             | 16.–19. Jahrhundert                                                   | Sachgesamtheit Evangelische Stadtkirche St. Marien und Heiligkreuz und Kirchhof, mit folgenden Einzeldenkmalen: Kirche, Reste der mittelalterlichen Wehrmauer, 11 Grabmale, Denkmal für die Gefallenen von 1870/71 und Denkmal für die Gefallenen des Ersten Weltkrieges (siehe Obj. 09225000) sowie Kirchhof mit altem Baumbestand, darunter eine König Albert-Eiche (Gartendenkmal); gotische Saalkirche mit großem Querschiff und barockem Turm, neogotische Anbauten, baugeschicht-lich und ortsgeschichtlich von Bedeutung | 09303605 |
|                                         | Kirche (Einzeldenkmal zu ID-Nr. 09303605)                                                                     | Kirchgasse 1 (Karte)             | Kern 15. Jahrhundert (Kirche); Turm 1706                              | Einzeldenkmal der Sachgesamtheit Evangelische Stadtkirche St. Marien und Heiligkreuz und Kirchhof (siehe auch Obj. 09303605); gotische Saalkirche mit großem Querschiff und barockem Turm, neogotische Anbauten, baugeschichtlich und ortsgeschichtlich von Bedeutung. Einschiffiger Kirchenbau mit Oststurm, Bruchstein verputzt, kreuzförmiger Grundriss, Walmdach. | 09225000 |
| Direkt Bild zu diesem Denkmal hochladen | Reste der mittelalterlichen Wehrmauer (Einzeldenkmal zu ID-Nr. 09303605)                                      | Kirchgasse 1 (Karte)             | Spätmittelalter                                                       | Einzeldenkmal der Sachgesamtheit Evangelische Stadtkirche St. Marien und Heiligkreuz und Kirchhof (siehe auch Obj. 09303605); baugeschichtlich und ortsgeschichtlich von Bedeutung | 09225000 |
|                                         | 11 Grabmale (Einzeldenkmale zu ID-Nr. 09303605)                                                               | Kirchgasse 1 (Karte)             | 17./18./19. Jahrhundert                                               | Einzeldenkmale der Sachgesamtheit Evangelische Stadtkirche St. Marien und Heiligkreuz und Kirchhof (siehe auch Obj. 09303605); ortsgeschichtlich von Bedeutung. Auf dem ehemaligen Kirchhof mehrere alte Grabmale, zum Teil umgestürzt: - 1. Barockes Grabmal an der Kirchenwand, angewitterter Sandstein, 18. Jahrhundert - 2. Grabmal Johann Gottfried Schröder (?), Sandstein, Inschrift flankiert von zwei trauernden Relieffiguren, 18. Jahrhundert - 3. Grabmal Richard Worster (gestorben 1738), zeltartiger Überbau mit Kartusche und nebenstehendem Jüngling in antikisierender Rüstung - 4. Barockes Grabmal, Sandstein mit Schriftkartuschen; 18. Jahrhundert - 5. Grabmal Johann Samuel Reichel, Sandstein mit zwei Inschriftkartuschen, 18. Jahrhundert - 6. Grabmal Pastor Jacob Prätorius (gestorben 1728); Sandstein - 7./8. Grabmale für Pastor Abraham Richter (gestorben 1668) und seine Frau Klara (gestorben 1661); Figurenreliefs mit zeitgenössischer Kleidung - 9. Grabmal Pastor Christian Gottlieb Prätorius, Sandstein, 18. Jahrhundert - 10./11. Zwei Grabmale der Familie Steudner, Medaillons, 1. Hälfte 19. Jahrhundert König-Albert-Eiche bezeichnet mit 1873–1898 | 09225000 |
|                                         | Denkmal für die Gefallenen von 1870/71 (Einzeldenkmal zu ID-Nr. 09303605)                                     | Kirchgasse 1 (Karte)             | Nach 1871                                                             | Einzeldenkmal der Sachgesamtheit Evangelische Stadtkirche St. Marien und Heiligkreuz und Kirchhof (siehe auch Obj. 09303605); ortsgeschichtlich von Bedeutung | 09225000 |
|                                         | Denkmal für die Gefallenen des Ersten Weltkrieges (Einzeldenkmal zu ID-Nr. 09303605)                          | Kirchgasse 1 (Karte)             | Nach 1918                                                             | Einzeldenkmal der Sachgesamtheit Evangelische Stadtkirche St. Marien und Heiligkreuz und Kirchhof (siehe auch Obj. 09303605); ortsgeschichtlich von Bedeutung | 09225000 |
| Weitere Bilder                          | Kirchschule, heute Heimatmuseum                                                                               | Kirchgasse 2 (Karte)             | Um 1800                                                               | Breitgelagerter Putzbau mit Front zum Kirchhof, baugeschichtlich und ortsgeschichtlich von Bedeutung, Krüppelwalmdach mit fünf Fledermausgaupen, Fensteröffnungen verändert | 09303542 |
| Direkt Bild zu diesem Denkmal hochladen | Pfarrhaus und Nebengebäude                                                                                    | Kirchgasse 3 (Karte)             | 1830                                                                  | Putzbau mit Fledermausgaupen, Portal mit Tür-Überdachung, baugeschichtlich und ortsgeschichtlich von Bedeutung, Fenster nur zum Teil erhalten, Krüppelwalmdach 1742 Plan von Bernstadt Amtshaus genannt | 09225325 |
| Direkt Bild zu diesem Denkmal hochladen | Wohnhaus | Kirchgasse 4 (Karte)             | 2. Hälfte 18. Jahrhundert, verändert                                  | Mächtiger Baukörper, Putzbau mit Mansarddach und Schopf, baugeschichtlich und straßenbildprägend von Bedeutung | 09224999 |
| Direkt Bild zu diesem Denkmal hochladen | Wohnhaus | Kirchgasse 6 (Karte)             | 1828 (Keller aus dem 15. Jahrhundert)                                 | Am Marktplatz gelegener Wohnbau, gotische spitzbogige Keller, baugeschichtlich und platzbildprägend von Bedeutung, mit modernem Ladeneinbau, ehemals auch Gaststätte | 09224994 |
| Direkt Bild zu diesem Denkmal hochladen | Wohnhaus in geschlossener Bebauung                                                                            | Kirchgasse 9 (Karte)             | 2. Viertel 19. Jahrhundert                                            | Putzbau mit Stockgesimsen und Pilastergliederung, Mansarddach mit drei Gaupen und Dachhecht, baugeschichtlich und städtebaulich von Bedeutung, Portal mit Türüberdachung und reich dekorierter Tür, Fenster erhalten, gefährdet | 09225324 |
| Weitere Bilder                          | Erdachsenbrunnen; Marktbrunnen                                                                                | Markt (Karte)                    | Bezeichnet mit 1939                                                   | Schalenbrunnen aus Granit mit bronzenem Erdball auf Postament, von vier wasserspeienden Fischen getragen, künstlerisch und ortsgeschichtlich von Bedeutung | 09224998 |
| Direkt Bild zu diesem Denkmal hochladen | Wohnhaus in geschlossener Bebauung                                                                            | Markt 1 (Karte)                  | Ende 19. Jahrhundert                                                  | Putzbau mit Stockgesims, Putzgliederung und modernem Ladeneinbau, Teil der Marktplatzbebauung, baugeschichtlich und städtebaulich von Bedeutung, dreigeschossig, Putzgliederung zum Teil abgeschlagen, alte Tür | 09224995 |
| Direkt Bild zu diesem Denkmal hochladen | Wohnhaus in geschlossener Bebauung                                                                            | Markt 5 (Karte)                  | Anfang 19. Jahrhundert                                                | Putzbau mit großem Dachhaus, geschweiftem Giebel und Laden, Teil der Marktplatzbebauung, baugeschichtlich und städtebaulich von Bedeutung, originale Haustür, Fenster erneuert, Biberschwanzdeckung | 09225327 |
| Direkt Bild zu diesem Denkmal hochladen | Wohnhaus in geschlossener Bebauung                                                                            | Markt 6 (Karte)                  | Um 1800                                                               | Putzbau mit Mansardgiebeldach, Teil der Marktplatzbebauung, baugeschichtlich und städtebaulich von Bedeutung, erneuerte Fenster, mit Mansarddach und zwei Dachgauben | 09225328 |
| Direkt Bild zu diesem Denkmal hochladen | Wohnhaus in Ecklage zur Mary-Neumann-Straße                                                                   | Markt 7 (Karte)                  | 2. Hälfte 19. Jahrhundert                                             | Putzbau mit Mansardschopfwalmdach, Teil der Marktplatzbebauung, baugeschichtlich und städtebaulich von Bedeutung, Giebelseite zum Markt, Mansardschopfwalmdach | 09224960 |
| Direkt Bild zu diesem Denkmal hochladen | Wohnhaus in halboffener Bebauung                                                                              | Markt 8 (Karte)                  | Mitte 19. Jahrhundert, verändert                                      | Putzbau mit jüngerem Ladeneinbau, mit vier Dachhäuschen und drei Fledermausgaupen, Teil der Marktplatzbebauung, baugeschichtlich und städtebaulich von Bedeutung, originale Tür, vier Dachhäuschen, drei Fledermausgauben, links Krüppelwalm | 09224956 |
| Direkt Bild zu diesem Denkmal hochladen | Wohnhaus in geschlossener Bebauung                                                                            | Markt 9 (Karte)                  | 1. Hälfte 19. Jahrhundert, verändert                                  | Putzbau mit Rundbogentür, moderner Ladeneinbau, Teil der Marktplatzbebauung, baugeschichtlich und städtebaulich von Bedeutung, Mansarddach | 09224991 |
| Direkt Bild zu diesem Denkmal hochladen | Wohnhaus in geschlossener Bebauung                                                                            | Markt 10 (Karte)                 | 1. Hälfte 19. Jahrhundert, verändert                                  | Putzbau mit Mansarddach, moderner Ladeneinbau, Teil der Marktplatzbebauung, baugeschichtlich und städtebaulich von Bedeutung, Mansarddach, originale Tür | 09224992 |
|                                         | Wohnhaus in geschlossener Bebauung                                                                            | Markt 11 (Karte)                 | 1. Hälfte 19. Jahrhundert                                             | Putzbau mit Mansarddach und drei Fledermausgaupen, Teil der Marktplatzbebauung, baugeschichtlich und städtebaulich von Bedeutung, Mansarddach mit Fledermausgaube | 09224993 |
| Direkt Bild zu diesem Denkmal hochladen | Wohnhaus in geschlossener Bebauung, mit Anbau, Eckhaus zum Markt                                              | Mary-Neumann-Straße 1 (Karte)    | 2. Viertel 19. Jahrhundert                                            | Putzbau mit Mansardschopfwalmdach, fünf Fledermausgaupen, mit Laden, baugeschichtlich und platzbildprägend von Bedeutung, zum Teil originale Fenster, Mansardschopfwalmdach, oberer Teil original mit fünf Fledermausgauben, Mansardgeschoss erneuerte Biberschwanzdeckung mit sieben Erkern, Anbau mit originaler Tür, Granittreppenaufgang, originales Geländer | 09224961 |
| Direkt Bild zu diesem Denkmal hochladen | Wohnhaus in halboffener Bebauung                                                                              | Mary-Neumann-Straße 2 (Karte)    | Anfang 19. Jahrhundert, verändert                                     | Putzbau mit Krüppelwalmdach, drei Fledermausgaupen, baugeschichtlich und städtebaulich von Bedeutung, traufständig, mit Garageneinbau, drei Fledermausgauben | 09224951 |
| Direkt Bild zu diesem Denkmal hochladen | Wohnhaus in geschlossener Bebauung                                                                            | Mary-Neumann-Straße 8 (Karte)    | Anfang 19. Jahrhundert                                                | Putzbau, baugeschichtlich von Bedeutung, traufständig | 09224952 |
| Direkt Bild zu diesem Denkmal hochladen | Wohnhaus in geschlossener Bebauung                                                                            | Mary-Neumann-Straße 10 (Karte)   | Anfang 19. Jahrhundert                                                | Putzbau, Dachhecht und zwei Fledermausgaupen, baugeschichtlich und städtebaulich von Bedeutung. traufständig, Biberschwanzkronendeckung, zwei Fledermausgauben, Dachhecht | 09224953 |
| Direkt Bild zu diesem Denkmal hochladen | Wohnhaus in geschlossener Bebauung                                                                            | Mary-Neumann-Straße 12 (Karte)   | 2. Hälfte 19. Jahrhundert                                             | Putzbau mit Stockgesims und Rundbogenfenstern, baugeschichtlich und städtebaulich von Bedeutung, originale Tür, Mansarddach mit Dachhaus | 09224957 |
| Direkt Bild zu diesem Denkmal hochladen | Wohnhaus in halboffener Bebauung, Ecklage                                                                     | Mary-Neumann-Straße 13 (Karte)   | Mitte 19. Jahrhundert                                                 | Putzbau, drei Dachhäuschen und zwei Fledermausgaupen, baugeschichtlich und städtebaulich von Bedeutung, originale Tür, Granitgewände, Toreinfahrt, rechts Krüppelwalm, rechte Hintertür mit Korbbogengewände | 09224962 |
| Direkt Bild zu diesem Denkmal hochladen | Wohnhaus in halboffener Bebauung und Nebengebäude, Ecklage                                                    | Mary-Neumann-Straße 14 (Karte)   | Bezeichnet mit 1783, verändert (Wohnhaus)                             | Putzbau mit Korbbogenportal im Schlussstein, baugeschichtlich und städtebaulich von Bedeutung, verändert | 09224958 |
| Direkt Bild zu diesem Denkmal hochladen | Wohnhaus in halboffener Bebauung                                                                              | Neustadt 8 (Karte)               | Mitte 19. Jahrhundert                                                 | Putzbau mit einfacher Putzgliederung, baugeschichtlich und städtebaulich von Bedeutung, Sohlbänke und Türgewände aus Granit, zum Teil originale Fenster mit Winterfenstern erhalten, originale Haustür, gefährdet | 09225351 |
| Direkt Bild zu diesem Denkmal hochladen | Wohnhaus in halboffener Bebauung                                                                              | Neustadt 10 (Karte)              | Mitte 19. Jahrhundert                                                 | Putzbau, baugeschichtlich und städtebaulich von Bedeutung, Granitwände im Erdgeschoss, Putzgewände im Obergeschoss, zum Teil originale Fenster und Tür, Biberschwanzdeckung, leerstehend, gefährdet | 09225350 |
| Direkt Bild zu diesem Denkmal hochladen | Wohnhaus | Neustadt 15 (Karte)              | Mitte 19. Jahrhundert                                                 | Putzbau, drei Fledermausgaupen, baugeschichtlich und städtebaulich von Bedeutung, Krüppelwalmdach, Fledermausgauben, zum Teil originale Fenster | 09225349 |
| Direkt Bild zu diesem Denkmal hochladen | Alte Schmiede; Wohnhaus in offener Bebauung und Nebengebäude                                                  | Neustadt 23 (Karte)              | Mitte 19. Jahrhundert                                                 | Baugeschichtlich und ortsgeschichtlich von Bedeutung, zum Teil originale Fenster erhalten, Biberschwanzdeckung, zwei Fledermausgauben, Granitgewände im Erdgeschoss | 09225347 |
| Direkt Bild zu diesem Denkmal hochladen | Wohnhaus | Ostritzer Straße 1 (Karte)       | 1. Hälfte 19. Jahrhundert                                             | Putzbau mit jüngerer Putzzier, baugeschichtlich und städtebaulich von Bedeutung, zum Teil originale Fenster, Putzzier ca. 1910 | 09225352 |
| Direkt Bild zu diesem Denkmal hochladen | Wohnhaus | Ostritzer Straße 3 (Karte)       | Bezeichnet mit 1880                                                   | Putzbau mit Gurtgesims und Werkstattor, baugeschichtlich von Bedeutung, originale Fenster | 09225353 |
| Direkt Bild zu diesem Denkmal hochladen | Wohnhaus in geschlossener Bebauung                                                                            | Sandmühlplatz 3 (Karte)          | 3. Viertel 19. Jahrhundert                                            | Putzbau mit Stockgesims und Mezzaningeschoss, baugeschichtlich und städtebaulich von Bedeutung, Fledermausgauben, Biberschwanzdeckung | 09225342 |
| Direkt Bild zu diesem Denkmal hochladen | Ehemalige Neue Schule; Schulgebäude                                                                           | Schulstraße 1a (Karte)           | Bezeichnet mit 1926–1927                                              | Bau in der Formensprache der 1920er Jahre, baugeschichtlich und ortsgeschichtlich von Bedeutung, zum Teil originale Fenster, Tür und „Lampenhalter“ | 09225045 |
| Direkt Bild zu diesem Denkmal hochladen | Straßenbrücke über den Mühlgraben                                                                             | Töpfergasse (Karte)              | 19. Jahrhundert                                                       | Mehrere Granitdecker in Reihe, baugeschichtlich von Bedeutung | 09224965 |
| Direkt Bild zu diesem Denkmal hochladen | Wohnhaus, an der Görlitzer Straße in geschlossener Bebauung                                                   | Töpfergasse 1 (Karte)            | Mitte 19. Jahrhundert                                                 | Baugeschichtlich und städtebaulich von Bedeutung, Dachhäuschen | 09225019 |
| Direkt Bild zu diesem Denkmal hochladen | Wohnhaus | Töpfergasse 2 (Karte)            | Mitte 19. Jahrhundert, verändert                                      | Putzbau mit originaler Haustür, baugeschichtlich und städtebaulich von Bedeutung, originale Tür, links Torbogen, rückwärtiger Anbau | 09224968 |
| Direkt Bild zu diesem Denkmal hochladen | Wohnhaus in halboffener Bebauung                                                                              | Töpfergasse 4 (Karte)            | Mitte 19. Jahrhundert                                                 | Baugeschichtlich und städtebaulich von Bedeutung, Mansardwalmdach, Granitgewände im Erdgeschoss | 09224966 |
| Direkt Bild zu diesem Denkmal hochladen | Villenartiges Wohnhaus mit Einfriedung und Pforte                                                             | Töpfergasse 5 (Karte)            | Um 1900                                                               | Putzbau mit Holzziergiebel und Schmuckfachwerk, baugeschichtlich von Bedeutung, originale Fenster, reich dekorierter Holzbalkon, vor dem Anwesen Ginkgo-Baum | 09225337 |
| Direkt Bild zu diesem Denkmal hochladen | Wohnhaus in geschlossener Bebauung                                                                            | Töpfergasse 6 (Karte)            | Mitte 19. Jahrhundert                                                 | Putzbau mit Mansarddach, baugeschichtlich von Bedeutung, Mansarddach mit zwei Erkern (darin originale Fenster), im Erdgeschoss Granitgewände, originale Tür | 09224964 |
| Direkt Bild zu diesem Denkmal hochladen | Wohnhaus in halboffener Bebauung                                                                              | Troggasse 1 (Karte)              | Mitte 19. Jahrhundert                                                 | Putzbau mit einfacher Putzgliederung, baugeschichtlich und städtebaulich von Bedeutung, sparsame Putzgliederung, Krüppelwalm nach links, Fenster und Tür erneuert | 09225336 |
| Direkt Bild zu diesem Denkmal hochladen | Fuhrhof; Wohnhaus mit winklig angebautem Seitengebäude (mit Kumthalle), Scheune und zwei Toreinfahrtspfeilern | Troggasse 7 (Karte)              | Bezeichnet mit 1701 (Wohnhaus)                                        | Baugeschichtlich und ortsgeschichtlich von Bedeutung, Wohnhaus: originale Tür mit Korbbogengewände, Dach mit Fledermausgauben und Biberschwanzdeckung, Krüppelwalm nach rechts. Wohnhaus des Fuhrmanns für die Bernstädter Tuchmacher. | 09225335 |
| Direkt Bild zu diesem Denkmal hochladen | Wohnhaus | Uferweg 3 (Karte)                | 1900/1910                                                             | Putzbau mit übergiebeltem Seitenrisalit und geschweifter Schopfwalmtraufe, baugeschichtlich und städtebaulich von Bedeutung, ein originales Fenster, Putzgliederung | 09225354 |
| Direkt Bild zu diesem Denkmal hochladen | Friedhof Bernstadt auf dem Eigen (Sachgesamtheit)                                                             | Zittauer Straße (Karte)          | 1836/1837                                                             | Sachgesamtheit Friedhof Bernstadt auf dem Eigen mit folgenden Einzeldenkmalen: Friedhofskapelle, zwei Grabmale, eine Grabanlage, Reste der alten Umfassungsmauer und Friedhofstor (siehe Obj. 09225364, gleiche Anschrift) sowie Friedhof und Friedhofsgestaltung (Gartendenkmal); baugeschichtlich und ortsgeschichtlich von Bedeutung | 09225363 |
| Direkt Bild zu diesem Denkmal hochladen | Friedhofskapelle (Einzeldenkmal zu ID-Nr. 09225363)                                                           | Zittauer Straße (Karte)          | Bezeichnet mit 1899                                                   | Einzeldenkmal der Sachgesamtheit Friedhof Bernstadt auf dem Eigen; Friedhofskapelle im neoromanischen Stil nach Plänen von Theodor Quentin errichtet, baugeschichtlich und ortsgeschichtlich von Bedeutung. Friedhofskapelle mit Dachreitern und drei hölzernen Eingangsvordächern, Glasfenster bezeichnet, Ausstattung und Ausmalung der Friedhofskapelle erhalten. | 09225364 |
| Direkt Bild zu diesem Denkmal hochladen | Zwei Grabmale (Einzeldenkmal zu ID-Nr. 09225363)                                                              | Zittauer Straße                  | 1. Viertel 19. Jahrhundert (Grabmal Toepfer); 1923 (Grabmal Kießling) | Einzeldenkmale der Sachgesamtheit Friedhof Bernstadt auf dem Eigen; denkmalwerte Grabstätten auf dem Friedhof: - Grabmal der Familie Ernst Paul Kießling (1872-1947), Schmiedemeister, Erstbelegung für Joh. Ernestine Kießling (1848-1923), dreiteiliger architektonischer Aufbau in streng geometrischen Formen mit stark stilisiertem floralen Dekor, Sandstein, Schrifttafeln dunkler Granit - Grabmal der Eheleute Gottfried Toepfer (1764-1817) und seiner Frau Christiane, Ädikula mit zwei Säulen über einem Postament, bekrönt von einem Kreuz und zwei stilisierten Urnen, ältestes Grabmal auf dem Friedhof, Sandstein | 09225364 |
| Direkt Bild zu diesem Denkmal hochladen | Grabanlage (Einzeldenkmal zu ID-Nr. 09225363)                                                                 | Zittauer Straße                  | 1915                                                                  | Einzeldenkmal der Sachgesamtheit Friedhof Bernstadt auf dem Eigen: - Grabanlage der Familie Schüller, Erstbelegung für Carl Schüller (1892-1915), auf einem Unterbau aus Quadermauerwerk reich ornamentierte Wandnische mit eingelassener Schrifttafel, links davor die vollplastische und leicht überlebensgroße Figur eines knienden Jüngling mit Schwert, Sandstein, zur Anlage gehörend zwei hinter der Grabwand gepflanzte Rotbuchen | 09225364 |
| Direkt Bild zu diesem Denkmal hochladen | Reste der alten Umfassungsmauer und Friedhofstor (Einzeldenkmal zu ID-Nr. 09225363)                           | Zittauer Straße (Karte)          |                                                                       | Einzeldenkmal der Sachgesamtheit Friedhof Bernstadt auf dem Eigen; Einfriedung nur in Resten erhalten im Bereich der Nordostecke des Friedhofs, hier mit schmiedeeisernem Eingangstor zwischen Pfeilern, südlich daran anschließend die östliche Einfriedung bis in Höhe der Friedhofskapelle nur noch bis zur halben Höhe erhalten, darauf moderne Stahlbegrenzung; Bruchsteinmauer, zum Teil verputzt | 09225364 |
| Direkt Bild zu diesem Denkmal hochladen | Straßenbrücke über die Pließnitz                                                                              | Zittauer Straße (Karte)          | 19. Jahrhundert                                                       | Zweibogig, baugeschichtlich und technikgeschichtlich von Bedeutung, Gehweg mit Granitplatten belegt, Straße Granitpflaster | 09225002 |
| Direkt Bild zu diesem Denkmal hochladen | Wohnhaus in Ecklage zum Markt                                                                                 | Zittauer Straße 2 (Karte)        | 1. Hälfte 19. Jahrhundert                                             | Am Markt gelegener Putzbau mit Stockgesims, Putzquaderung und Rundbogenportal, baugeschichtlich und städtebaulich von Bedeutung, Granitgewände im Keller und Erdgeschoss, Satteldach, mit Mansarde zur Marktseite | 09224990 |
| Direkt Bild zu diesem Denkmal hochladen | Gasthof „Zum Rothen Haus“                                                                                     | Zittauer Straße 3, 5 (Karte)     | Bezeichnet mit 1672 (Gasthof, Nr. 3)                                  | Putzbau mit zwei in die Fassade versetzten Wappen, Nebengebäude Nummer 5 Abbruch 2004, baugeschichtlich und ortsgeschichtlich von Bedeutung, Nebengebäude (Nummer 5) mit segmentbogigem Türgewände und zwei Scheunentoren | 09225029 |
| Direkt Bild zu diesem Denkmal hochladen | Wohnhaus | Zittauer Straße 6 (Karte)        | 2. Hälfte 19. Jahrhundert                                             | Putzbau mit Krüppelwalmdach, baugeschichtlich von Bedeutung, überformt | 09225030 |
| Direkt Bild zu diesem Denkmal hochladen | Wohnhaus, nach links in geschlossener Bebauung, Ecklage                                                       | Zittauer Straße 7 (Karte)        | Mitte 19. Jahrhundert                                                 | Baugeschichtlich von Bedeutung, zum Teil originale Fenster | 09225034 |
| Direkt Bild zu diesem Denkmal hochladen | Tuchmangel; Wohnhaus und winkliges Nebengebäude                                                               | Zittauer Straße 10 (Karte)       | Bezeichnet mit 1740 (Wohnhaus)                                        | Wohnhaus Obergeschoss Fachwerk, ehemals Mangelgebäude, baugeschichtlich und ortsgeschichtlich von Bedeutung, Wohnhaus Obergeschoss Fachwerk, zum Teil verbrettert, weit überkragendes Mansarddach, Korbbogentürgewände, im Schlussstein bezeichnet, alte Tür zur Hofseite, zum Teil originale Fenster, Nebengebäude mit zwei Korbbogentüren | 09225033 |
| Direkt Bild zu diesem Denkmal hochladen | Zollhaus | Zittauer Straße 21 (Karte)       | Ende 19. Jahrhundert                                                  | Eingeschossiger Putzbau, wahrscheinlich Chausseegelder-Einnahme, ortsgeschichtlich von Bedeutung | 09225044 |
| Direkt Bild zu diesem Denkmal hochladen | Vierseithof mit Wohnhaus, Seitengebäude, Scheune und Torpfeiler                                               | Zittauer Straße 23 (Karte)       | Bezeichnet mit 1890 (Wohnhaus)                                        | Baugeschichtlich und wirtschaftsgeschichtlich von Bedeutung, originale Biberschwanzdeckung auf Wohnhaus und Stall | 09225361 |
| Weitere Bilder                          | Empfangsgebäude, Nebengebäude und Güterschuppen des Bahnhofs Bernstadt/Oberlausitz                            | Zittauer Straße 29 (Karte)       | 4. Viertel 19. Jahrhundert                                            | Schmalspurbahn Herrnhut–Bernstadt (Pließnitztalbahn); zeittypische Klinkerbauten, eisenbahngeschichtlich von Bedeutung, Güterschuppen mit Fachwerk | 09225359 |

## Altbernsdorf a. d. Eigen
| Bild                                    | Bezeichnung                                                                                  | Lage                                | Datierung | Beschreibung | ID       |
| --------------------------------------- | -------------------------------------------------------------------------------------------- | ----------------------------------- | --- | --- | -------- |
|                                         | Sächsisch-Preußischer Grenzstein: Pilarpaar Nr. 25 sowie 19 Läufersteine                     | (Flurstück 890/2) (Karte)           | Nach 1828 | Siehe auch Sachgesamtheit 09305644; vermessungsgeschichtlich und landesgeschichtlich von Bedeutung als Zeitdokument der historischen Grenzziehung zwischen Sachsen und Preußen nach dem Wiener Kongress 1815. | 09305408 |
|                                         | Sächsisch-Preußischer Grenzstein: Preußischer Pilar Nr. 27 sowie 13 Läufersteine             | (Flurstück 890/2) (Karte)           | Nach 1828 | Siehe auch Sachgesamtheit 09305644; vermessungsgeschichtlich und landesgeschichtlich von Bedeutung als Zeitdokument der historischen Grenzziehung zwischen Sachsen und Preußen nach dem Wiener Kongress 1815. | 09305412 |
|                                         | Sächsisch-Preußischer Grenzstein: Pilarpaar Nr. 28 sowie drei Läufersteine                   | (Flurstück 890/2) (Karte)           | Nach 1828 | Siehe auch Sachgesamtheit 09305644; vermessungsgeschichtlich und landesgeschichtlich von Bedeutung als Zeitdokument der historischen Grenzziehung zwischen Sachsen und Preußen nach dem Wiener Kongress 1815. | 09305413 |
| Direkt Bild zu diesem Denkmal hochladen | Einbogenbrücke über die Pließnitz und parallel zum Bach verlaufende Stützmauer               | Am Wehr (Karte)                     | 19. Jahrhundert | Naturstein, unverputzt, baugeschichtlich und ortsbildprägend von Bedeutung | 09303508 |
| Direkt Bild zu diesem Denkmal hochladen | Vierseithof mit Wohnstallhaus (Umgebinde), Seitengebäude (mit Oberlaube) und Scheune         | Am Wehr 10, 10c (Karte)             | Bezeichnet mit 1808 (Wohnstallhaus); bezeichnet mit 1886 (Scheune)                                                                            | Baugeschichtlich und wirtschaftsgeschichtlich von Bedeutung. Wohnstallhaus: links 2/4/2 weite Joche, kräftige Eckverkämmung, Stube und Umgebinde-Konstruktion frei (Spannriegel/Knaggen), Fugendichtung, Säulen aus Eichenholz auf Natursteinsockel, Fachwerkoberstock zweiriegelig/eckstrebig, teilweise endständrig, schlichter Natursteintürstock, zum Teil Rekonstruktion, Satteldach mit langem Dachhecht (liegende Fenster), rechter Hausteil massiv. Stall: linker Eckständer vorhanden, Erdgeschoss heute massiv (beidseitig angeblattete Kopfbänder), Fachwerk-Obergeschoss einriegelig/bund- und eckstrebig, lange Oberlaube. Scheune: 1868 auf Inschrifttafel bezeichnet, mit Kniestock, Natursteinmauerwerk verputzt, Satteldach. | 09274297 |
| Direkt Bild zu diesem Denkmal hochladen | Doppelwohnhaus                                                                               | Am Wehr 17 (Karte)                  | 2. Hälfte 18. Jahrhundert | Obergeschoss Fachwerk, vermutlich ehemals Umgebindehaus, mit großer Durchfahrt in der Mitte, seltenes Beispiel dieses Haustyps, baugeschichtlich und straßenbildprägend von Bedeutung. Ehemaliger Ständerbau, rechts noch Blattsassen der Umgebindekonstruktion, Fachwerk-Obergeschoss links einriegelig/bund- und eckstrebig, rechts zweiriegelig/engständrig, schöne Zierblendrahmen, gefachhohe Kreuzstreben über Tor, linker Giebel massiv, rechter verbrettert. | 09274299 |
| Direkt Bild zu diesem Denkmal hochladen | Wohnstallhaus                                                                                | An der Friedenshöhe 4 (Karte)       | 1. Hälfte 19. Jahrhundert | Obergeschoss Fachwerk, baugeschichtlich von Bedeutung. Erdgeschoss massiv, schlichte Natursteinfenstergewände und Türstock, Fachwerkoberstock zweiriegelig/eckstrebig, regelmäßig, Krüppelwalm, beide Giebelseiten massiv, rückseitig massiver Anbau. | 09274296 |
| Direkt Bild zu diesem Denkmal hochladen | Nördliches Seitengebäude mit Oberlaube eines Vierseithofes                                   | Große Seite 10 (Karte)              | 1. Hälfte 19. Jahrhundert, vermutlich 1847 | Weitgehend originale Bausubstanz, Obergeschoss Fachwerk, baugeschichtlich und wirtschaftsgeschichtlich von Bedeutung. Erdgeschoss Natursteinmauerwerk, Fachwerkoberstock zweiriegelig/eckstrebig, Krüppelwalm, Fledermausgaupen. Laut handschriftlicher Liste handelt es sich um einen Pferdestall. Gebäude stand bis 2003 unter der Adresse „Hauptstraße 10? oder 11?“ in der Denkmalliste. | 09274306 |
| Direkt Bild zu diesem Denkmal hochladen | Wohnhaus                                                                                     | Große Seite 13 (Karte)              | Nach 1860, im Kern älter | Obergeschoss Fachwerk, baugeschichtlich und straßenbildprägend von Bedeutung. Erdgeschoss massiv, Fenster mit Klappläden, Fachwerk-Obergeschoss einriegelig/eck- und bundstrebig (Blattsassen der Fußstreben), Zierblendrahmen, viele originale Fenstergrößen und -aufteilungen, Dachhecht mit stehenden Fenstern („Grillage“, bezeichnet 186..., Segmentbogenabschluss). | 09274305 |
| Direkt Bild zu diesem Denkmal hochladen | Denkmal für die Gefallenen des Ersten Weltkrieges                                            | Große Seite 22 (vor) (Karte)        | Nach 1918 | Ortsgeschichtlich von Bedeutung | 09274304 |
| Direkt Bild zu diesem Denkmal hochladen | Seitengebäude mit Oberlaube eines Bauernhofes                                                | Große Seite 28 (Karte)              | Laut Auskunft innen bezeichnet mit 1847 | Baugeschichtlich von Bedeutung, Erdgeschoss massiv (hier Stall), schlichte Natursteingewände, Fachwerkoberstock zweiriegelig, lange Oberlaube mit Außentreppe, stark modernisiert | 09274303 |
| Direkt Bild zu diesem Denkmal hochladen | Dreiseithof mit Wohnstallhaus, Scheune und Seitengebäude                                     | Große Seite 39 (Karte)              | Bezeichnet mit 1816 (Wohnstallhaus im Türstock); vermutlich 1. Hälfte 19. Jahrhundert (Seitengebäude und Scheune)                             | Wohnstallhaus Obergeschoss Fachwerk, baugeschichtlich und wirtschaftsgeschichtlich von Bedeutung. Wohnstallhaus: Erdgeschoss nachträglich massiv ersetzt (Säulenköpfe sichtbar), Fachwerkoberstock zweiriegelig/eckstrebig (über Haustür massiv), Haustür mit schlichtem Natursteintürstock, Krüppelwalm, langer Dachhecht, vier Fledermausgaupen. Scheune (gegenüberliegend): Tore mit Segmentbogenabschluss, Kniestock mit gekoppelten Zwillingsfenstern, Naturstein verputzt. Wirtschaftsgebäude (talseitig): Naturstein, verputzt, Fenster mit Segmentbogenabschluss. | 09274300 |
| Direkt Bild zu diesem Denkmal hochladen | Seitengebäude mit Oberlaube eines Vierseithofes                                              | Große Seite 50 (Karte)              | 1. Hälfte 19. Jahrhundert | Gleichzeitig Durchfahrt zum Hof, weitgehend originale Bausubstanz, baugeschichtlich von Bedeutung. Erdgeschoss Bruchstein, zum Teil unverputzt, schlichte Gewändesteine bei Tür und Fenster, Fachwerkoberstock: zweiriegelig/eck- und bundstrebig, Oberlaubenverbretterung mit Stichen, Krüppelwalm mit Fledermausgaupen, am Hauptgebäude Schornsteinkopf mit profilierten Sandsteinplatten, Durchfahrtöffnung nachträglich verändert. | 09274316 |
| Direkt Bild zu diesem Denkmal hochladen | Wohnhaus                                                                                     | Große Seite 54 (Karte)              | Um 1850 | Beispiel für den Übergang vom Holzbau zum Steinbau, baugeschichtlich von Bedeutung. Im Erdgeschoss alte Klappläden: schlichte Putzgliederung durch dünne Linien um Fenster und auf Geschossgrenze, Satteldach mit Dachhecht (liegende Fenster), Biberschwanzdeckung, originales Vorhäuschen auf Holzstützen, mit Biberschwanzdeckung, originale sechsteilige Füllungstür, innen: Zwischenwände aus Fachwerk. | 09274315 |
| Direkt Bild zu diesem Denkmal hochladen | Wohnhaus                                                                                     | Große Seite 55 (Karte)              | 18. Jahrhundert | Ehemals Umgebindehaus, Obergeschoss Fachwerk, baugeschichtlich von Bedeutung. Erdgeschoss heute massiv, ehemals einfacher Ständerbau mit Kreuzstrebenumgebinde, links 2/2 Joche, Fachwerk-Obergeschoss: linker Teil mit Kreuzstreben, rechts einriegelig/eckstrebig, Fenster randständig, weitgehend originale Fenstergrößen, beide Giebelwände massiv. | 09274314 |
| Direkt Bild zu diesem Denkmal hochladen | Königlich-Sächsische Meilensteine (Sachgesamtheit); Meilenstein                              | Große Seite 57 (vor) (Karte)        | Bezeichnet mit 1859 | Eingearbeitetes Schriftbild in zurückliegendem Feld, verkehrsgeschichtlich von Bedeutung, stark verwittert, Meilenstein zum Kilometerstein umgearbeitet (?), Sandstein, ohne Krone | 09274313 |
| Direkt Bild zu diesem Denkmal hochladen | Seitengebäude mit Oberlaube eines Vierseithofes                                              | Große Seite 60 (Karte)              | 1. Hälfte 19. Jahrhundert | Baugeschichtlich von Bedeutung. Erdgeschoss massiv, Bruchsteinmauerwerk, verputzt, schlichte Natursteingewände (Stall), Fachwerk-Obergeschoss zweiriegelig/eck- und bundstrebig, Krüppelwalm, Oberlaubenverbretterung mit Stichen, beide Giebelseiten mit Stichen, beide Giebelseiten massiv. | 09274312 |
| Direkt Bild zu diesem Denkmal hochladen | Wohnhaus und Handschwengelpumpe                                                              | Große Seite 61 (Karte)              | Um 1800 | Wohnhaus ehemaliges Umgebindehaus, Obergeschoss Fachwerk, baugeschichtlich von Bedeutung. Einfacher Ständerbau, vermutlich rechts 2/2 Joche, Erdgeschoss heute massiv, Fachwerk-Obergeschoss einriegelig/eck- und bundstrebig, Zierblendrahmen, Giebeltrapeze verbrettert, gekoppelte Rechteckfenster mit Zierblendrahmen, Krüppelwalm, links massiv, modernisiert. | 09274311 |
| Direkt Bild zu diesem Denkmal hochladen | Wohnhaus mit Wirtschaftsteil                                                                 | Kleine Seite 23 (Karte)             | Mitte 17. Jahrhundert, später überformt | Vermutlich ehemals Umgebindehaus, Obergeschoss Fachwerk, Wirtschaftsteil rückseitig, baugeschichtlich und hausgeschichtlich von Bedeutung, Erdgeschoss massiv, Fachwerkoberstock einriegelig/eck- und bundstrebig, beide Giebeldreiecke verbrettert | 09274307 |
|                                         | Wohnstallhaus (Umgebinde) eines Dreiseithofes                                                | Kleine Seite 26 (Karte)             | 1. Hälfte 18. Jahrhundert | Durch Höhenlage Blickfang, baugeschichtlich und hausgeschichtlich von Bedeutung. Einfacher Ständerbau, links 2/3/2 Joche, Stube und Umgebinde-Konstruktion frei (Spannriegel/Knaggen), starke Eckverkämmung, teilweise Fugenputz, Fenster außermittig, Natursteinsockel, Fachwerk-Obergeschoss einriegelig/eck- und bundstrebig, rechter Hausteil massiv erneuert, Krüppelwalm, Fledermausgaupen, linkes Giebeltrapez mit schmuckvoller Verschieferung (Sonnenräder). | 09274308 |
| Direkt Bild zu diesem Denkmal hochladen | Wohnstallhaus (Umgebinde) eines Vierseithofes mit Wassertrögen und Teilen des Hofpflasters   | Kleine Seite 34 (Karte)             | Um 1800 | Baugeschichtlich und wirtschaftsgeschichtlich von Bedeutung. Einfacher Ständerbau, links 3/5/(1) Joche, Stube verbrettert, Umgebinde-Konstruktion frei (Spannriegel/Knaggen) mit schmuckvollem, dreilagigen Scheitelzapfen, Natursteinsockel (Keller), Fensterzierblendrahmen (Bekrönungen), schlichter Granittürstock, Fachwerk-Obergeschoss zweiriegelig/engständrig/eckstrebig, Krüppelwalm mit Fledermausgaupen, linkes Giebeltrapez mit rundbogiger Zierverbretterung. | 09274309 |
| Direkt Bild zu diesem Denkmal hochladen | Einbogenbrücke über die Pließnitz                                                            | Kleine Seite 38 (bei) (Karte)       | 19. Jahrhundert | Naturstein, unverputzt, baugeschichtlich und ortsbildprägend von Bedeutung | 09274310 |
| Direkt Bild zu diesem Denkmal hochladen | Waldhaus; Dreiseithof mit Wohnhaus, Scheune, Seitengebäude und einem westlichen Nebengebäude | Reichenbacher Straße 11, 12 (Karte) | Bezeichnet mit 1841, Hof an sich weit älter (Wohnhaus); 1. Hälfte 19. Jahrhundert (Scheune und Seitengebäude); 19. Jahrhundert (Nebengebäude) | Als Forsthof gebaut, das 1841 bezeichnete Wohnhaus als traditioneller ländlicher Bau mit Krüppelwalmdach, das gegenüberliegende kleine Seitengebäude Bruchstein, die dazwischen liegende Scheune als Holzkonstruktion mit Holzverkleidung und Krüppelwalmdach mit Fledermausgaupen, das Anwesen ist Pertinenz des Klosters Marienstern als Grundherren des Gebietes „Auf dem Eigen“, baugeschichtlich und ortsgeschichtlich von Bedeutung. Im westlichen Nebengebäude (Nummer 12) befand sich zuletzt die Gaststätte, hier Giebelfenster und anderes verändert. | 09302041 |

## Dittersbach a. d. Eigen
| Bild                                    | Bezeichnung | Lage                                                               | Datierung | Beschreibung | ID       |
| --------------------------------------- | --- | ------------------------------------------------------------------ | --- | --- | -------- |
| Direkt Bild zu diesem Denkmal hochladen | Niedermühle; Mühle mit Wohnmühlenhaus, Scheune und Nebengebäude neben der Scheune (parallel vom Wohnhaus)                                                                        | Am Flutgraben 1 (Karte)                                            | 18./19. Jahrhundert | Wohnmühlenhaus Obergeschoss Fachwerk, Scheune teils Fachwerk, ortsgeschichtlich und baugeschichtlich bedeutsam, kleines Nebengebäude mit Pultdach kein Denkmal | 09304014 |
| Direkt Bild zu diesem Denkmal hochladen | Türstock eines Wohnhauses | Am Flutgraben 2 (Karte)                                            | Bezeichnet mit 1800 | Zum Mühlhof gehörend, schön verziert mit originaler Füllungstür und flankierenden Flurfenstern, handwerklich-künstlerisch von Bedeutung. Türstock: Naturstein mit leichten Profilierungen (Keilstein mit Monogramm, Kämpferprofil und Sockelprofil), Füllungstür mit Oberlichtern (Zierverbretterung) aus der Erbauungszeit, Flurfenster mit Schmuckgittern. Gebäude nach Besichtigung 2011 kein Denkmalwert. | 09272196 |
| Direkt Bild zu diesem Denkmal hochladen | Brücke | Am Flutgraben 2 (bei) (Karte)                                      | 18. Jahrhundert | Feldsteinbogenbrücke, baugeschichtlich von Bedeutung | 09299915 |
| Direkt Bild zu diesem Denkmal hochladen | Seitengebäude mit Oberlaube eines Vierseithofes | Am Flutgraben 4 (Karte)                                            | Vermutlich 18. Jahrhundert, später verändert                                                                                              | Baugeschichtlich von Bedeutung, Erdgeschoss massiv (Wagenschuppen, Stall), schlicht verbretterte Oberlaube, Fachwerkoberstock einriegelig, Lehmausfachung mit altem Kratzmuster, Monogramm in Schieferdeckung | 09274369 |
| Weitere Bilder                          | Wohnhaus (Umgebinde) | Am Flutgraben 10 (Karte)                                           | Um 1800 | Baugeschichtlich von Bedeutung, ehemaliger Ständerbau, linke Giebelmauer massiv, Umgebinde einst links 2/2(?) Joche, mit angeblatteten Kopfbändern, ohne Spannriegel, Fachwerk-Obergeschoss: eck- und bundstrebig/einriegelig, originale Fenstergrößen, Lehmausfachung, Giebeldreiecke verbrettert (heruntergezogene, ausgesägte Randbretter), sehr steiles Satteldach | 09272197 |
| Direkt Bild zu diesem Denkmal hochladen | Wohnstallhaus (Umgebinde) eines Parallelhofes | Am Flutgraben 20 (Karte)                                           | Um 1800 | Obergeschoss Fachwerk, baugeschichtlich und sozialgeschichtlich von Bedeutung, links 2/2/- Joche, Stube verschalt, Umgebinde-Konstruktion frei (Spannriegel/bebeilte knaggenartige Kopfbänder, zum Teil unten angeblattet), Fachwerk Obergeschoss: verschiefert, Helldunkelornament (Rauten), rechts massiv ersetzt, Satteldach mit Monogramm-Deckung | 09272119 |
| Direkt Bild zu diesem Denkmal hochladen | Wohnhaus (Umgebinde) | Am Flutgraben 26 (Karte)                                           | Um 1820 | Obergeschoss Fachwerk, baugeschichtlich und sozialgeschichtlich von Bedeutung, rechts 3/3/1 Joche, Stube und Umgebindekonstruktion verschalt (Spannriegel/Knaggen?), gekerbte Brettlagen, Säulen massiv ersetzt, Flurfenster mit leichtem Segmentbogenabschluss, Fachwerkoberstock: verschiefert, mit Helldunkelornament, rechtes Giebeldreieck verbrettert (ausgesägte Randbretter), schöne Zierblendrahmen | 09272198 |
| Direkt Bild zu diesem Denkmal hochladen | Wohnhaus (Umgebinde) mit Wirtschaftsteil | Am Flutgraben 31 (Karte)                                           | Um 1800 | Obergeschoss Fachwerk, baugeschichtlich und sozialgeschichtlich von Bedeutung, ehemaliger Ständerbau, rechts –/3/– Joche, Stube verschlagen, Umgebindekonstruktion nach Hirschfelder Art verbrettert, Fachwerk-Obergeschoss: zweiriegelig/eckstrebig, originale Fenstergrößen, rechtes Giebeldreieck verbrettert (heruntergezogene Randbretter), rückseitig Dach tief heruntergezogen | 09271418 |
| Direkt Bild zu diesem Denkmal hochladen | Armenhaus; Wohnhaus | Bergweg 2 (Karte)                                                  | Ende 18. Jahrhundert | Obergeschoss Fachwerk, baugeschichtlich von Bedeutung, Erdgeschoss massiv, Bruchstein, verputzt, mit schlichten Natursteinfenstergewänden, Fachwerkoberstock zweiriegelig/eckstrebig, regelmäßig, Giebeldreiecke verbrettert (ausgesägte Mittel- und Randbretter), originale Fenstergrößen, Bundständer stärker, Giebel sparsam belichtet, ehemaliges Armenhaus, dann Kindergarten | 09274390 |
| Direkt Bild zu diesem Denkmal hochladen | Scheune eines Vierseithofes | Bergweg 12 (Karte)                                                 | 18. Jahrhundert | Fachwerk mit wandhohem Kreuzstrebengefüge, baugeschichtlich von Bedeutung, mit wandhohem Kreuzstrebengefüge, Lehmstakenwand, Satteldach, Giebeldreiecke, hofseitig nachträglich partiell Bruchsteinmauerwerk, verputzt | 09274407 |
| Direkt Bild zu diesem Denkmal hochladen | Wohnhaus | Bergweg 23 (Karte)                                                 | Frühes 19. Jahrhundert | Vermutlich ehemals Umgebindehaus, Obergeschoss Fachwerk, baugeschichtlich von Bedeutung, ehemals einfacher Ständerbau, vermutlich ehemals Umgebindehaus, Erdgeschoss und rechter Hausteil massiv, Fachwerk-Obergeschoss einriegelig/regelmäßig, Blattkopfband im Obergurt nach schlesischer Art, Fenster randständig, Zierblendrahmen, Giebel verbrettert (heruntergezogene Rand- und Mittelbretter), originale Fenstergrößen, hölzerner Türstock mit sechsteiliger Füllungstür | 09274408 |
| Direkt Bild zu diesem Denkmal hochladen | Wohnstallhaus (Umgebinde) | Bergweg 24 (Karte)                                                 | Mitte 18. Jahrhundert | Obergeschoss Fachwerk, baugeschichtlich und sozialgeschichtlich von Bedeutung, einfacher Ständerbau, links 3/3/3 Joche, Stube verbrettert (gekerbte Brettlagen), Umgebinde-Konstruktion frei (Spannriegel/Knaggen, mit Zierleiste), rückseitig lange, bebeilte Blattkopfbänder erhalten, die den Spannriegel überblatten und im Geschossriegel enden, Säulen frei stehend, Stube tief eingerückt, Fachwerk-Obergeschoss zweiriegelig/engständrig, Giebeldreiecke verbrettert (heruntergezogene Rand- und Mittelbretter), rechts massiver Wirtschaftsteil, innen mit Gewölbe, Satteldach mit Biberschwanzdeckung | 09274409 |
| Direkt Bild zu diesem Denkmal hochladen | Notwasserbrunnen | Bergweg 24 (neben) (Karte)                                         | 19. Jahrhundert | Wasserstube, etwa 1,80 m tief, ortsgeschichtlich von Bedeutung | 09274410 |
| Direkt Bild zu diesem Denkmal hochladen | Wegestein | Dorfstraße (Ecke Klosterstraße) (Karte)                            | Um 1800 | Verkehrsgeschichtlich von Bedeutung, Granit, ca. 2,50 m hoch, abgefaste Kanten, Kerbornamente, Schriftteile unleserlich | 09274401 |
| Direkt Bild zu diesem Denkmal hochladen | Seitengebäude mit Oberlaube eines Vierseithofes | Dorfstraße 3 (Karte)                                               | Spätes 18. Jahrhundert | Baugeschichtlich von Bedeutung, Erdgeschoss und beide Giebelmauern massiv ersetzt (spätes 19. Jahrhundert), Fachwerkoberstock einriegelig/eck- und bundstrebig, über Toreinfahrt und an Zwischenwand zu Wohnteil Kreuzstreben, Oberlaube: Säule mit ausgesägtem Schmuckbrett, sonst schlichte Verbretterung, innen im Stallteil preußisches Kappengewölbe | 09274370 |
| Direkt Bild zu diesem Denkmal hochladen | Wohnhaus (ehemals Umgebinde) | Dorfstraße 9 (Karte)                                               | 1. Hälfte 19. Jahrhundert | Baugeschichtlich und sozialgeschichtlich von Bedeutung, ehemals einfacher Ständerbau, im Innern rechts Blockstubenwand hinter Ziegelmauer erhalten, Erdgeschoss heute massiv (Tür und Fenster mit Putzrahmung), Fachwerk-Obergeschoss: zweiriegelig/eck- und bundstrebig, Giebeldreiecke verbrettert, rechte Giebelseite mit Inschrifttafel (bezeichnet – Seibt 1902), alte sechsteilige Füllungstür, Satteldach mit ornamentierter Biberschwanzdeckung | 09274372 |
|                                         | Wohnhaus (Umgebinde) und Scheune eines Winkelhofes | Dorfstraße 10 (Karte)                                              | Bezeichnet mit 1864 (Wohnhaus im Türstock)                                                                                                | Wohl eines der jüngsten Umgebindehäuser im Ort, baugeschichtlich von Bedeutung, Wohnhaus: links 2/3/1 Joche, Stube und Umgebinde-Konstruktion unverschalt (Spannriegel/bebeilte, frei verzapfte Kopfbänder), Fachwerk-Obergeschoss: zweiriegelig/eckstrebig, am Giebel über Stube Brett für Regenwasserableitung, linker Giebel verbrettert (Zierleisten), Granittürstock (Abschlussgesims, Keilstein), Scheune: Tore und Fenster mit Segmentbogenabschluss, Naturstein mit Ziegelausflickung | 09274371 |
| Direkt Bild zu diesem Denkmal hochladen | Wohnhaus (Umgebinde) | Dorfstraße 19 (Karte)                                              | Frühes 18. Jahrhundert | Doppelstubenhaus, Obergeschoss Fachwerk, baugeschichtlich, hausgeschichtlich und sozialgeschichtlich von Bedeutung, ehemaliger Ständerbau mit Kreuzstrebenresten (Blattsassen), Doppelstubenhaus, rechts 2/3/1, links 1/1 Joche, links Stubenerweiterung mit separatem Pultdach (starker Vorstoß), rechts Stube verschalt (gekerbte Brettlagen), Umgebinde-Konstruktion frei, geblattete Kopfbänder, Fachwerk-Obergeschoss: einriegelig/weitständrig, Fenster mittelständig, Zierblendrahmen, rechter Giebel verbrettert (Rand- und Mittelbretter heruntergezogen), weitgehend originale Fenstergrößen, Satteldach mit langem Dachhecht (liegende Fenster), Türzone nachträglich massiv | 09274374 |
| Direkt Bild zu diesem Denkmal hochladen | Wohnhaus (Umgebinde) | Dorfstraße 20 (Karte)                                              | Um 1800 | Obergeschoss Fachwerk, baugeschichtlich und sozialgeschichtlich von Bedeutung, vermutlich ehemaliger Ständerbau, links 2/3/- Joche, Stube und Umgebinde-Konstruktion verbrettert, Fachwerkoberstock straßenseitig aufgedoppelt, Giebelseite verbrettert (Hirschfelder Art), Giebeltrapez verbrettert (heruntergezogene Randbretter), Zierblendrahmen, Krüppelwalm mit Dachhecht, schöne Füllungstür mit Oberlichtern (Schmuckvergitterung, Jugendstildekor) | 09274376 |
| Direkt Bild zu diesem Denkmal hochladen | Dreiseithof mit Wohnhaus, zwei Seitengebäuden, Hofpflasterung und Steinbank | Dorfstraße 27 (Karte)                                              | Frühes 19. Jahrhundert | Einstiges Mühlenanwesen, Wohnhaus als schön dekoriertes Beispiel für die aufkommende Vorliebe zur Steinbauweise, baugeschichtlich und wirtschaftsgeschichtlich von Bedeutung. Wohnhaus: Erdgeschoss Bruchstein, Fachwerkoberstock zweiriegelig/eckstrebig/engständrig, Granittürstock mit feiner Korbbogenprofilierung (Keilstein u. a.), Wohnteil des Hauses mit vorgeputzter klassizistischer Fassade (fein profilierte Fenstergewände, Girlandenschmuck im Feld unter Fenstern, Fensterbekrönungen), Satteldach mit langem Hecht (neu). 1. Seitengebäude: Bruchsteinmauerwerk, schlichte Fenster- und Türgewände. 2. Seitengebäude: Ziegelbau, verputzt, feines Putzgesims, aufgeputzte Eckquaderung, Fenster und Türen mit Segmentbogenabschluss. | 09274377 |
| Direkt Bild zu diesem Denkmal hochladen | Dreiseithof mit Wohnhaus, Seitengebäude und Scheune | Dorfstraße 28 (Karte)                                              | Um 1900 | Seltenes Beispiel für eine einheitlich erhaltene Hofanlage aus dieser Zeit, weitgehend originale Bausubstanz, baugeschichtlich und wirtschaftsgeschichtlich von Bedeutung. Wohnhaus: zweigeschossiger Massivbau mit Drempelgeschoss (aufgemaltes Fachwerk im Giebeltrapez und Drempelbereich), Giebel mit vorgeblendeter Zierverbretterung, schlichte Rechteckfenster mit leicht vorstehender Sohlbank, hölzernes Wintervorhaus, etwas jünger, Krüppelwalm, Dachhecht mit Rundbogenfenstern. Seitengebäude (Stall, Scheune) Massivbauten mit verbrettertem Drempelgeschoss: Stall mit Krüppelwalm, Fledermausgaupen, Fenster mit Segmentbogenabschluss, Scheune mit Mansarddach und langem Lüftungshecht. | 09274378 |
| Direkt Bild zu diesem Denkmal hochladen | Vierseithof mit Wohnstallhaus, Seitengebäude, zwei Scheunen, Einfahrtspfeilern und Basaltpflasterung                                                                             | Dorfstraße 35 (Karte)                                              | Ab 1800 | Wohnstallhaus Obergeschoss teils Fachwerk verputzt, Hecht und drei Fledermausgaupen, Seitengebäude mit Stall im Erdgeschoss, Obergeschoss Fachwerk mit Rest einer Oberlaube, eine Scheune Putz mit Rundbogenfenstern, dabei am Giebel Dreiergruppe, andere Scheune neuer, oben Ziegel, Hof sehr unverbaut erhalten, baugeschichtlich außergewöhnlich | 09304273 |
| Direkt Bild zu diesem Denkmal hochladen | Wohnhaus | Dorfstraße 40 (Karte)                                              | Vor 1900 | Weitgehend originale Bausubstanz, Blickfang im Straßenbild, baugeschichtlich und straßenbildprägend von Bedeutung, massiv, verputzt, Walmdach, ehemaliges Belvedere auf Dachplateau, vierachsig, seitliche Achsen durch Quaderung und Lisenen betont, Traufgesims mit Konsolfries, fein profilierte Fenster- und Türgewände | 09274382 |
|                                         | Wohnhaus (Umgebinde) | Dorfstraße 41 (Karte)                                              | Um 1840 | Obergeschoss Fachwerk, massiver Teil kein Denkmal, baugeschichtlich und straßenbildprägend von Bedeutung, links 2/4/- Joche, Stube verschalt (gekerbte Brettlagen), Umgebinde-Konstruktion frei (Spannriegel/Knaggen, mit Diamantquaderdekor), Fachwerkoberstock zweiriegelig/eck- und bundstrebig, Holznägel, schlichter Natursteintürstock (mit Keilstein), rechts ehemaliger Wirtschaftsteil modernisiert/ausgebaut (Wohnungen), kein Denkmal, ungleichmäßiges Satteldach, Giebeltrapeze verbrettert (mit Tropfleisten), viele originale Fenster | 09274379 |
| Weitere Bilder                          | Wohnhaus (Umgebinde) | Dorfstraße 43 (Karte)                                              | 1. Hälfte 19. Jahrhundert | Obergeschoss Fachwerk, baugeschichtlich und straßenbildprägend von Bedeutung, einfacher Ständerbau, links 2/3/2 Joche, Stube verschalt (gekerbte Brettlagen), Umgebinde-Konstruktion straßenseitig frei (Spannriegel/Knaggen, Diamantquaderfries), Fachwerk-Obergeschoss zweiriegelig/unregelmäßig eckstrebig/engständrig, linkes Giebeltrapez verbrettert (heruntergezogene Rand- und Mittelbretter), Krüppelwalm, originale Fenstergrößen, rechte Giebelmauer massiv | 09274383 |
| Direkt Bild zu diesem Denkmal hochladen | Pfarrhaus | Dorfstraße 44 (Karte)                                              | Laut Auskunft 1689, später leicht modernisiert                                                                                            | Putzbau mit mächtigem Krüppelwalmdach, baugeschichtlich, ortsgeschichtlich und straßenbildprägend von Bedeutung, zweigeschossig, innen: kreuzgratgewölbter Lagerraum, Fenster von Segmentbogen überfangen, schlichte Natursteinfenstergewände, Granittürstock mit Keilstein, Fledermausgaupen | 09274381 |
| Direkt Bild zu diesem Denkmal hochladen | Denkmal für die Gefallenen des Krieges 1870/1871 | Gegenüber Dorfstraße 46 (vor der Kirche, unter Eichenbaum) (Karte) | Nach 1871 | Ortsgeschichtlich von Bedeutung | 09274385 |
| Direkt Bild zu diesem Denkmal hochladen | Kirchschule | Dorfstraße 47 (Karte)                                              | 2. Hälfte 19. Jahrhundert | Putzbau mit leicht vorstehender Mittelachse und feiner Putzgliederung, weitgehend originale Bausubstanz, baugeschichtlich und ortsgeschichtlich von Bedeutung, zweigeschossiger Massivbau, gegliedert durch Stockwerks- und Traufgesims, Fensterlaibungen, Eckquaderung, schlichter Granittürstock, alte sechsteilige Füllungstür mit Oberlichtern, fein profiliert, Krüppelwalm, über Tür Inschrift im Putzfeld | 09274387 |
| Direkt Bild zu diesem Denkmal hochladen | Evangelische Pfarrkirche mit Kirchhof, Leichenhäusel, Denkmal für die Gefallenen des Ersten Weltkrieges, Einfriedungsmauer mit 3 Toren und barockes Grabmal an der Kirchhofmauer | Dorfstraße 47 (neben) (Karte)                                      | 1594 (Westturm der alten Kirche); 1870 (Neubau Kirche); 19. Jahrhundert (Aufbahrungshalle); um 1730 (Grabmal); nach 1918 (Kriegerdenkmal) | Einschiffige Kirche mit flachgedecktem Saal, vom Vorgängerbau Westturm erhalten, Oberteil achteckig, prächtige Haube des 18. Jahrhunderts mit zwei Durchsichten, barockes Grabmal an der westlichen Kirchhofsmauer, Kriegerdenkmal am Chor der Kirche, baugeschichtlich und ortsgeschichtlich von Bedeutung. Saalkirche von 1870/71 unter Verwendung des Westturms von 1594. Turmrestaurierung 1971. Verputzter Ziegelbau mit Satteldach und hohen Rundbogenfenstern, der eingezogene Chor mit seitlichen Anbauten und Apsis mit polygonalem Schluss. Der Westturm im unteren Geschoss quadratisch, im Obergeschoss achteckig mit einer doppelt geschweiften Haube, interessant die Putzquaderung im zweiten Turmgeschoss sowie die Eckquaderung des unteren Geschosses, 1594 von Michael Kielmann aus Friedland. Rundbogiges Eingangsportal mit seitlichen Strebepfeilern am Turm. Im Inneren ornamental bemalte Flachdecke von acht Holzsäulen mit stuckierten Kompositkapitellen getragen. Runder Triumphbogen zum tonnengewölbten Chor. Doppelte Holzemporen an der Nord- und Südseite, im Westen Orgelempore. An der Nord- und Südseite dreibogiger, verglaster Durchgang zu den Nebenräumen. Die Kanzel aus Holz mit oktogonalem Corpus und Schalldeckel. Im Raum südlich des Chores neugotische Sandsteintaufe, weiß und gold gefasst, aus der Erbauungszeit. Die Orgel von Julius Jahn, 1876. An der Kirchhofsmauer ein eingemauertes, barockes Grabdenkmal eines Unbekannten, um 1730. Fragment eines barocken Grabmals an der Kirchhofsmauer: schwebender Engel mit Blütengirlande, Sandstein. | 09274386 |
| Direkt Bild zu diesem Denkmal hochladen | Wohnhaus mit Einfriedung | Dorfstraße 48 (Karte)                                              | Ende 19. Jahrhundert | Klinkerbau mit Belvedere und reicher Putzgliederung, weitgehend originale Bausubstanz, markanter Baukörper an Wegegabelung, baugeschichtlich und straßenbildprägend von Bedeutung, zweigeschossiger Bau mit gelbem Backstein im Obergeschoss und im Zwerchhaus, risalitartig vorstehende Mittelachsen von Zwerchhaus überhöht, Bauschmuck: Fensterbekrönungen und Sohlbänke, von Konsolen getragen, Fensterlaibungsprofile, die unten in Voluten enden, u. a., seitlich Freitreppe mit altem Gitter, alte sechsteilige Füllungstür, gartenseitig Tür von reich verziertem Giebelfeld betont | 09274388 |
| Weitere Bilder                          | Wohnhaus (Umgebinde) | Dorfstraße 49 (Karte)                                              | Um 1800 | Obergeschoss Fachwerk, baugeschichtlich und sozialgeschichtlich von Bedeutung, einfacher Ständerbau, links 3/3/2 Joche, Stube verschalt (gekerbte Brettlagen), Umgebinde-Konstruktion frei (Spannriegel/frei verzapfte Kopfbänder), Stube vermutlich ursprünglich eingerückt, Fachwerk-Obergeschoss zweiriegelig/vollstrebig, straßenseitig zum Teil aufgedoppelte Ständer ohne Streben, originale Fenstergrößen, Satteldach mit langem Dachhecht (liegende Fenster), Giebeldreieck verbrettert (heruntergezogenes Rand- und Mittelbrett), Abseite ins Umgebinde mit einbezogen | 09274389 |
| Direkt Bild zu diesem Denkmal hochladen | Wohnhaus | Dorfstraße 58 (Karte)                                              | Ende 18. Jahrhundert | Obergeschoss Fachwerk, ehemaliges Umgebindehaus, baugeschichtlich und sozialgeschichtlich von Bedeutung, ehemaliges Wohnstallhaus, einfacher Ständerbau, Erdgeschoss massiv (ehemaliges Umgebinde) vermutlich rechts 3/2/2 Joche, Blattsassen, Fachwerk einriegelig/engständrig/eckstrebig (zum Teil auffällig starke Hölzer), links über Flur und Massivteil noch kleine quadratische Fenster erhalten (darunter Schiebefenster), Holznägel, profiliertes Traufbrett, am rechten Giebel äußerer Dachbalken mit Kielbogenkerbschnittprofil Giebel verbrettert, rückseitig kleiner Anbau mit Walmdach (um 1926, ehemaliges Frisörgeschäft) | 09274391 |
| Direkt Bild zu diesem Denkmal hochladen | Vierseithof mit Wohnstallhaus, Seitengebäude, zwei Scheunen, eine davon mit Kumthalle und das an eine Scheune im Hof angebaute Geflügelhaus sowie Hofpflasterung                 | Dorfstraße 61, 62 (Karte)                                          | Um 1850 (Wohnstallhaus); um 1870 (Portal)                                                                                                 | Seitengebäude mit Giebel-Portal in Terrakotta und Stall mit Gewölben, Geflügelhaus mit Türmchen, baugeschichtlich und sozialgeschichtlich bedeutsam. Portal handwerklich-künstlerisch von Bedeutung, giebelseitiger Eingang des Wohnteils, schlichter Sandsteintürstock mit Keilstein und Gesims, ersterer eingerahmt von Terracotta-Fries, links und rechts des Türstocks aufwendige florale Motive: Weinlaub/Reben, über dem Gesims Giebelbekrönung, Allein der Anbau rechts (nördlich) an das Wohnhaus ist kein Denkmal. | 09274392 |
|                                         | Wohnhaus (Umgebinde) | Dorfstraße 69 (Karte)                                              | Bezeichnet mit 1825 | Doppelstubenhaus, Obergeschoss Fachwerk, baugeschichtlich und sozialgeschichtlich von Bedeutung, Doppelstubenhaus, Rähmbau, rechts 2/2, links 2/3/2 Joche, Stube verschalt (gekerbte Brettlagen), Umgebinde-Konstruktion frei (Spannriegel/Knaggen, Diamantquader, Holznägel), Fachwerk zweiriegelig/engständrig/eckstrebig, links horizontal verbrettert, Fenster mit Zierblendrahmen (Bekrönungen/Ohren), Giebeldreieck verbrettert mit „Stichen“, hölzerner Türstock und Füllungstür vermutlich aus der Erbauungszeit, leicht ornamentiert, kleine Flurfenster mit Gitterstäben, zwei Fledermausgaupen (mit Ziegeln ausgefüllt) | 09274393 |
| Direkt Bild zu diesem Denkmal hochladen | Wohnhaus | Dorfstraße 70 (Karte)                                              | Mitte 19. Jahrhundert | Obergeschoss Fachwerk, baugeschichtlich von Bedeutung, Erdgeschoss massiv (vermutlich ehemaliges Umgebindehaus), Fachwerk zweiriegelig/eckstrebig, linker Giebel verbrettert, ehemaliger Stallteil modernisiert | 09274394 |
| Direkt Bild zu diesem Denkmal hochladen | Wohnhaus (Umgebinde) | Dorfstraße 77 (Karte)                                              | 1. Hälfte oder Mitte 19. Jahrhundert | Obergeschoss Fachwerk, baugeschichtlich und sozialgeschichtlich von Bedeutung, einfacher Ständerbau, ehemaliges Wohnstallhaus, links 2/3/2 Joche, Stube verschalt (gekerbte Brettlagen), Umgebinde-Konstruktion frei (Spannriegel/Knaggen), Holznägel, Fachwerk-Obergeschoss zweiriegelig/eckstrebig, rechte Seite (ehemaliger Stallteil) stark modernisiert | 09274395 |
| Direkt Bild zu diesem Denkmal hochladen | Wohnhaus (Umgebinde) | Dorfstraße 89 (neben) (Karte)                                      | 1. Hälfte 19. Jahrhundert | Doppelstubenhaus, Obergeschoss Fachwerk, baugeschichtlich und sozialgeschichtlich von Bedeutung, einfacher Ständerbau, Doppelstubenhaus, rechts 2/2, links 3/3/1 Joche, Stube verschalt (gekerbte Brettlagen), Umgebinde-Konstruktion frei (Spannriegel/Knaggen), Diamantquader, an der linken hinteren Ecke Blattkopfbänder, hier Rähmbau-Situation, Fachwerk traufseitig und am rechten Giebel einriegelig/eckstrebig, am linken Giebel zweiriegelig/eckstrebig, Krüppelwalmdach, aufwendiger langer Hecht mit mittig überbauter Fledermausgaupe (singulär), darüber zwei Fledermausgaupen, unbewohnt, ursprünglich erfasst unter Dorfstraße 95 | 09274396 |
| Direkt Bild zu diesem Denkmal hochladen | Wohnstallhaus (Umgebinde) | Dorfstraße 91 (Karte)                                              | Im Kern wohl 18. Jahrhundert, später verändert                                                                                            | Obergeschoss Fachwerk, baugeschichtlich und sozialgeschichtlich von Bedeutung, einfacher Ständerbau, rechts 2/3/1 Joche, Stube (auf massivem Sockel, unterkellert) verschalt (gekerbte Brettlagen), Umgebinde-Konstruktion frei (Spannriegel/knaggenartige, bebeilte Zapfkopfbänder), Fachwerk-Obergeschoss zweiriegelig/eckstrebig, Massivteil (ehemaliger Stall) später verlängert, Krüppelwalmdach, vorstehende, leicht profilierte Deckenbalkenköpfe, die Felder dazwischen Lehmputz, getüncht, rechter Giebel verbrettert, Fenster im Obergeschoss durchgehend modernisiert (vergrößert) | 09274397 |
| Direkt Bild zu diesem Denkmal hochladen | Wohnhaus (Umgebinde) | Dorfstraße 98 (Karte)                                              | 2. Hälfte 18. Jahrhundert | Obergeschoss Fachwerk, baugeschichtlich und sozialgeschichtlich von Bedeutung, Ständerbau, rechts 2/3/(2) Joche, Stube verkleidet, Eckverkämmung mit Vorstoß, tief eingerückt, bebeilte Blattkopfbänder, Fachwerk einriegelig, über Stall- und Flurteil echtes Kreuzstrebengefüge (Stiele setzen unter dem Geschossriegel an, durch Ausmauerung verwischt), über Wohnteil die nach innen laufenden Streben im Geschossriegel und am Eck- bzw. Bundständer verblattet, rechter Giebel nach Hirschfelder Art verschalt, profiliertes Traufbrett, im Giebeldreieck Heutür, zum Teil Fensterzierblendrahmen, unbewohnt | 09274398 |
|                                         | Wohnhaus (Umgebinde) | Dorfstraße 99 (Karte)                                              | Bezeichnet mit 1832, im Kern 17. Jahrhundert                                                                                              | Doppelstubenhaus, Obergeschoss Fachwerk, baugeschichtlich und sozialgeschichtlich von Bedeutung, wichtig als Blickfang und für Ortsbild. Einfacher Ständerbau mit Zwischensäulen, Doppelstubenhaus, rechts 2/2, links 2/2/1 Joche, Stube verschalt (gekerbte Brettlagen), Umgebinde-Konstruktion frei, traufseitig frei verzapfte, bebeilte Kopfbänder, Spannriegel, Diamantquaderfries, Holznägel, Fachwerk-Obergeschoss zweiriegelig/eckstrebig/engständrig, die Giebel nach Hirschfelder Art verschlagen, Fensterbretter im Oberstock profiliert, profilierter Holztürstock mit angedeutetem Keilstein und Korbbogen, Monogramm und Jahreszahl, ornamentierte Füllungstür Ende 19. Jahrhundert, rechts von der Haustür ehemaliger Ziegenstall (Massivteil), zwei Fledermausgaupen. | 09274400 |
| Weitere Bilder                          | Wohnhaus (Umgebinde) | Dorfstraße 100 (Karte)                                             | Im Kern frühes 18. Jahrhundert | Obergeschoss Fachwerk, baugeschichtlich und sozialgeschichtlich von Bedeutung, wichtig für Ortsbild, vermutlich einfacher Ständerbau, rechts 2/2/(2) Joche, Stube verschalt, Umgebinde-Konstruktion frei, Ständer in Stubenhöhe gemauert, Obergeschossfachwerk nach Hirschfelder Art verbrettert, Satteldach, zwei Fledermausgaupen | 09274399 |
| Direkt Bild zu diesem Denkmal hochladen | Wohnhaus (Umgebinde) | Gauleweg 5 (Karte)                                                 | Frühes 19. Jahrhundert | Obergeschoss Fachwerk, baugeschichtlich und sozialgeschichtlich von Bedeutung, links 2/3/2 Joche, Stube verschalt, Umgebinde-Konstruktion frei (Spannriegel/Knaggen), vermutlich Rähmbau, Fachwerkoberstock einriegelig/eck- und bundstrebig (straßenseitig aufgedoppelt), Giebeldreiecke (heruntergezogene Randbretter) | 09274412 |
| Direkt Bild zu diesem Denkmal hochladen | Seitengebäude mit Oberlaube eines Bauernhofes | Gauleweg 8 (Karte)                                                 | Frühes 19. Jahrhundert | Oberlaube massiv, im Erdgeschoss dreibogige Kumthalle, baugeschichtlich und wirtschaftsgeschichtlich von Bedeutung | 09274403 |
| Direkt Bild zu diesem Denkmal hochladen | Vierseithof mit Wohnhaus und drei Seitengebäuden | Kirchweg 1 (Karte)                                                 | 1871 | Imposante, weitgehend original erhaltene Hofanlage im Ortskern, baugeschichtlich und wirtschaftsgeschichtlich von Bedeutung. Wohnhaus: zweigeschossiger Massivbau mit betontem Mittelteil, feine Putzgliederung (Gesims, Gewände, Fensterbekrönungen, Pilaster im Mittelteil), Kniestock mittels rosettengefüllter Rundfenster belichtet, keine eigentliche Hauptfassade, alle gleich schmuckvoll. Drei Seitengebäude: Tor und Fenster mit Segmentbogenabschluss aus Ziegelwerk, ursprünglich erfasst unter Kirchgasse 1. | 09274384 |
| Direkt Bild zu diesem Denkmal hochladen | Wohnhaus | Neundorfer Straße 6 (Karte)                                        | Ende 19. Jahrhundert | Putzbau mit Mittelrisalit und reicher Putzgliederung, baugeschichtlich von Bedeutung, imposanter, zweigeschossiger Massivbau mit aufwendiger, sehr geschmackvoller Dekoration im Stil des Klassizismus, an Fassaden Mittelteil leicht vorstehend (überputzte Ziegelornamentierung), im Erdgeschoss aufgeputzte Nutungen, Obergeschoss mit Fensterbekrönungen über Konsolen und schmuckvollen kassettierten Flächen unter den Fenstern, kannelierte Pilaster an Hauptfassade, Konsolfries unter Traufe (zum Teil Rundbogen) u. a., alte Füllungstür mit Oberlicht aus der Erbauungszeit | 09274405 |

## Kemnitz
| Bild                                    | Bezeichnung                                                                                      | Lage                                                       | Datierung                                                                       | Beschreibung | ID       |
| --------------------------------------- | ------------------------------------------------------------------------------------------------ | ---------------------------------------------------------- | ------------------------------------------------------------------------------- | --- | -------- |
| Direkt Bild zu diesem Denkmal hochladen | Trockenmauern                                                                                    | (Nordostteil des Dorfes, nördlich der Hauptstraße) (Karte) | 19. Jahrhundert                                                                 | Prägen das Ortsbild von Niederkemnitz, baugeschichtlich und ortsbildprägend von Bedeutung | 08960791 |
| Direkt Bild zu diesem Denkmal hochladen | Denkmal für die Gefallenen des Ersten Weltkrieges                                                | Alte Dorfstraße (Ecke Hauptstraße) (Karte)                 | 1922                                                                            | Steinkubus mit expressionistischer Bekrönung, ortsgeschichtlich von Bedeutung. Das Kriegerdenkmal wurde 2016 von der Alten Dorfstraße in die Hauptstraße bei der Nummer 78 umgesetzt. | 08960729 |
| Direkt Bild zu diesem Denkmal hochladen | Vierseithof mit Wohnstallhaus, zwei Seitengebäuden (eines mit Oberlaube) und Scheune             | Alte Dorfstraße 7 (Karte)                                  | Um 1850                                                                         | Ein Seitengebäude mit Fachwerkobergeschoss und Oberlaube, baugeschichtlich, wirtschaftsgeschichtlich und ortsbildprägend von Bedeutung. Wohnstallhaus zweigeschossig, Feldsteinmauerwerk, Granitgewände überwiegend erhalten, zum Teil Winterfenster, Krüppelwalmdach mit doppelter Biberschwanzdeckung, 3 × 3 Fledermausgaupen und zwei alte Blitzableiter, Giebelseite mit drei Bogenfenstern, Stallscheune mit Feldsteinsockel und Oberlaube, Außenseite verbrettert, zwei weitere Fachwerk-Seitengebäude mit Kronendeckung, ursprünglich erfasst unter Dorfstraße 7. | 08960730 |
| Direkt Bild zu diesem Denkmal hochladen | Wohnstallhaus                                                                                    | Alte Dorfstraße 9 (Karte)                                  | Nach 1800                                                                       | Obergeschoss Fachwerk, in Aussehen und Konstruktion weitgehend erhaltenes Beispiel ländlicher Holzbauweise, baugeschichtlich von Bedeutung, Erdgeschoss verändert, Obergeschoss Fachwerk, zum Teil verbrettert, Fenster Obergeschoss weitgehend in originaler Größe, Satteldach mit Biberschwanz-Kronendeckung, ursprünglich erfasst unter Dorfstraße 9 | 08960731 |
| Direkt Bild zu diesem Denkmal hochladen | Wohnstallhaus                                                                                    | Alte Dorfstraße 10 (Karte)                                 | Nach 1800                                                                       | Obergeschoss Fachwerk, hochgradig im ursprünglichen Aussehen erhalten, baugeschichtlich und straßenbildprägend von Bedeutung, Erdgeschoss verändert (ehemaliges Umgebindehaus), Giebelseite verbrettert, Fachwerk, zum Teil verbrettert, Fenster Obergeschoss in originaler Größe, Krüppelwalmdach mit Kronendeckung, Aufschieblinge, kleiner Teil zur Straße ausgemauert, ursprünglich erfasst unter Dorfstraße 10 | 08960733 |
| Direkt Bild zu diesem Denkmal hochladen | Wohnstallhaus                                                                                    | Alte Dorfstraße 11 (Karte)                                 | 1. Hälfte 19. Jahrhundert                                                       | Obergeschoss teilweise Fachwerk, weitgehend im ursprünglichen Aussehen erhalten, baugeschichtlich und straßenbildprägend von Bedeutung, zum Teil Feldstein-Erdgeschoss, Winterfenster, Obergeschoss teils massiv, teils Fachwerk, Giebelseite Obergeschoss verbrettert, Krüppelwalmdach mit Kronendeckung, zwei Fledermausgaupen und zwei alte Blitzableiter, ursprünglich erfasst unter Dorfstraße 11 | 08960732 |
| Direkt Bild zu diesem Denkmal hochladen | Wohnhaus                                                                                         | Alte Dorfstraße 12 (Karte)                                 | Um 1850                                                                         | Obergeschoss Fachwerk, baugeschichtlich und ortsbildprägend von Bedeutung, Erdgeschoss massiv, Fenster Obergeschoss in originaler Größe, Krüppelwalmdach mit Kronendeckung, zur Straßenseite erstes Obergeschoss massiv mit Pseudo-Fachwerk | 08960734 |
| Direkt Bild zu diesem Denkmal hochladen | Wohnhaus eines kleinen Zweiseithofes                                                             | Am Niederhof 1 (Karte)                                     | 1. Hälfte 19. Jahrhundert                                                       | Obergeschoss Fachwerk, in Konstruktion und Aussehen erhaltenes Beispiel regionaltypischer Holzbauweise, baugeschichtlich von Bedeutung, Erdgeschoss verändert, Fenster Obergeschoss in originaler Größe, Giebelseite verbrettert, Satteldach verschiefert | 08960727 |
| Direkt Bild zu diesem Denkmal hochladen | Feldscheune eines Dreiseithofes                                                                  | Am Niederhof 7 (Karte)                                     | 19. Jahrhundert                                                                 | Ältere Holzkonstruktion, im originalen Aussehen erhalten, baugeschichtlich von Bedeutung, doppelte Biberschwanzdeckung, Holzkonstruktion in Zapfen-Bauweise | 08960728 |
| Direkt Bild zu diesem Denkmal hochladen | Wohnhaus eines Vierseithofes                                                                     | Bergstraße 4 (Karte)                                       | 1. Hälfte 19. Jahrhundert                                                       | Trotz Veränderungen überwiegend in der ursprünglichen Konstruktion erhalten, Obergeschoss Fachwerk, baugeschichtlich und ortsbildprägend von Bedeutung, Teile des Gebäudes ausgemauert, zum Teil auch im Fachwerk-Bereich, Fenster Obergeschoss weitgehend in originaler Größe, Kronendeckung | 08960736 |
| Direkt Bild zu diesem Denkmal hochladen | Wohnhaus                                                                                         | Berthelsdorfer Straße 1 (Karte)                            | 1930er Jahre                                                                    | Bis ins Detail erhaltenes Beispiel vom Heimatstil und Heimatschutzbewegung der 1930er Jahre, eventuell im Zusammenhang mit Rittergut stehend, baugeschichtlich von Bedeutung, rustikaler Sockel, Gaupe, Schornstein, Sprossung, Eingangssituation, Türblatt, Fensterläden, Dachdeckung original erhalten | 08960719 |
| Direkt Bild zu diesem Denkmal hochladen | Buschschenke; Gasthaus                                                                           | Buschschenkhäuser 2 (Karte)                                | Um 1800                                                                         | Obergeschoss Fachwerk verputzt, baugeschichtlich und ortsgeschichtlich von Bedeutung, Erdgeschoss verändert, Obergeschoss Fachwerk verputzt, Fenster Obergeschoss in originaler Größe, Krüppelwalmdach mit Kronendeckung, drei Fledermausgaupen, Scheune (Flurstück 670) abgebrochen, Dachstuhl entfernt | 08960725 |
| Direkt Bild zu diesem Denkmal hochladen | Vierseithof mit Wohnstallhaus, südlichem Seitengebäude und westlicher Scheune                    | Buschschenkhäuser 3 (Karte)                                | 1. Hälfte 19. Jahrhundert                                                       | Wohnstallhaus Obergeschoss Fachwerk, baugeschichtlich und wirtschaftsgeschichtlich von Bedeutung, Giebelseite ausgemauert, Fenster Obergeschoss in originaler Größe, Krüppelwalmdach, Seitengebäude in Holzkonstruktion, große Holzscheune | 08960726 |
| Direkt Bild zu diesem Denkmal hochladen | Vierseithof mit Wohnhaus, zwei Scheunen und Seitengebäude                                        | Hauptstraße 13 (Karte)                                     | Um 1840 (Wohnstallhaus/Vierseithof); bezeichnet mit 1834 (Scheune)              | Die im Winkel aneinander gebauten Scheunen Fachwerk, Seitengebäude im Erdgeschoss alles Ställe, Wohnhaus beeinträchtigt, Hof insgesamt original erhalten, baugeschichtlich und wirtschaftsgeschichtlich von Bedeutung, Seitengebäude besteht aus Stallteil und Scheune, Biberschwanzdeckung, Rückseiten massiv | 08960713 |
| Direkt Bild zu diesem Denkmal hochladen | Wohnstallhaus                                                                                    | Hauptstraße 27 (Karte)                                     | Ab 1800, mehrere Bauphasen                                                      | Obergeschoss Fachwerk, baugeschichtlich von Bedeutung, Erdgeschoss zum Teil verändert, Granit-Türgewände, Stallteil noch in ursprünglicher Funktion, Fenster Obergeschoss in originaler Größe, Satteldach, an der Giebelseite noch verschiedene Bauphasen zu erkennen | 08960711 |
| Direkt Bild zu diesem Denkmal hochladen | Wohnstallhaus                                                                                    | Hauptstraße 44 (Karte)                                     | 1. Hälfte 19. Jahrhundert                                                       | Ehemaliges Umgebindehaus, Obergeschoss Fachwerk, zum Teil verbrettert, weitgehend ursprünglich erhaltenes Zeugnis ländlicher Holzbauweise, baugeschichtlich und sozialgeschichtlich von Bedeutung, Erdgeschoss ausgemauert, Fenster Obergeschoss in originaler Größe, Satteldach mit Schieferdeckung | 08960716 |
| Direkt Bild zu diesem Denkmal hochladen | Wohnhaus                                                                                         | Hauptstraße 60 (Karte)                                     | 1. Hälfte 19. Jahrhundert                                                       | Obergeschoss Fachwerk, Relikt ländlicher Holzbauweise, baugeschichtlich von Bedeutung, Erdgeschoss massive Anbauten, Fenster Obergeschoss in originaler Größe, Satteldach mit Aufschiebling, Giebelverbretterung, Falzziegel | 08960709 |
| Direkt Bild zu diesem Denkmal hochladen | Stützmauern aus Bruchstein mit Treppe entlang der Straße                                         | Hauptstraße 72 (bei) (Karte)                               | 1801/2000                                                                       | Baugeschichtlich von Bedeutung, ortsbildprägend | 09306496 |
| Direkt Bild zu diesem Denkmal hochladen | Grundschule Kemnitz; Schulgebäude und Turnhalle                                                  | Hauptstraße 78 (Karte)                                     | 1924–1926                                                                       | Zeitgenössische Formensprache, mit dominantem Dachhaus, ortsgeschichtlich und straßenbildprägend von Bedeutung, zweigeschossig, massiv, Putzbau, zentrale Freitreppe, kleinteilige Fenstersprossung, Giebel des zentralen Dachhauses mit Zahnschnittfries, Uhr, steiles Walmdach, asymmetrisch angefügte Nebengebäude (Putzbau): Turnhalle mit Lisenengliederung | 08960720 |
| Direkt Bild zu diesem Denkmal hochladen | Kirchschule mit Haupt- und Nebengebäude                                                          | Hauptstraße 88 (Karte)                                     | 1808                                                                            | Im ursprünglichen Aussehen erhalten, baugeschichtlich und ortsgeschichtlich von Bedeutung, Hauptgebäude zweigeschossig mit zwei Eingängen je nach vorn und hinten, mit originalen Eingangs- und Innentüren, die zentrale Lage der Kirchschule unmittelbar an der Kirchhofsmauer unterstreicht die Wertigkeit des Denkmals | 09300285 |
| Direkt Bild zu diesem Denkmal hochladen | Pfarrhof mit Pfarrhaus, Seitengebäude und Scheune, am Pfarrhaus Gedenkplatte für Pfarrer Mentzer | Hauptstraße 92 (Karte)                                     | Frühes 18. Jahrhundert                                                          | In der Struktur erhalten, Pfarrhaus mit wertvollem Türblatt des 17. Jahrhunderts, baugeschichtlich und ortsgeschichtlich von Bedeutung, Pfarrhaus massiv, zweigeschossig, mit steilem Walmdach, Pfarrer Mentzer, Scheune: Holzkonstruktion, Seitengebäude (Gesinde-/Stallgebäude) verändert, aber Strukturbestandteil | 08960722 |
| Direkt Bild zu diesem Denkmal hochladen | Evangelische Pfarrkirche und Kirchhof Kemnitz (Sachgesamtheit)                                   | Hauptstraße 92 (neben) (Karte)                             | 18./19. Jahrhundert                                                             | Sachgesamtheit Evangelische Pfarrkirche und Kirchhof Kemnitz mit folgenden Einzeldenkmalen: Saalkirche, 12 Grabmale und Grabanlage für Gefallene des Ersten Weltkrieges sowie Einfriedungsmauer mit Torbogen (siehe Obj. 08960721, gleiche Anschrift), Kirchhofsgestaltung mit kreuzförmiger Lindenallee (Gartendenkmal) sowie der Kirchhof als Sachgesamtheitsteil; baugeschichtlich, künstlerisch und ortsgeschichtlich von Bedeutung | 09303276 |
| Direkt Bild zu diesem Denkmal hochladen | Saalkirche (Einzeldenkmal zu ID-Nr. 09303276)                                                    | Hauptstraße 92 (neben) (Karte)                             | 1682–1690 (Glockenturm); Ende 17. Jahrhundert (Kirche)                          | Einzeldenkmal der Sachgesamtheit Evangelische Pfarrkirche und Kirchhof Kemnitz; baugeschichtlich, künstlerisch und ortsgeschichtlich von Bedeutung. Verputzter Bruchsteinbau auf lateinischem Kreuz mit geradem Ostschluss und Satteldach, im Westen hoher Turm mit geschweifter Haube und doppelter Laterne; im Inneren flachgedeckt, an der Nord- und Südseite dreigeschossige Emporen. Auf einer Anhöhe über dem Dorf stehende Kirche. 1868 Kirchenumbau unter Verwendung älterer Reste des ausgehenden 17. Jahrhunderts. Der Glockenturm von 1682–90. Restaurierung 1977/78. Verputzter Bruchsteinbau auf lateinischem Kreuz mit geradem Ostschluss und Satteldach. Der hohe Turm im Westen auf quadratischem, im Glockengeschoss auf oktogonalem Grundriss. Geschweifte Haube mit doppelter Laterne und zwei Durchsichten. Die Querhausfassaden und Sakristei im Osten giebelständig. An der Turmwestwand schlichtes Portal, bezeichnet mit 1846. Weitere Portale mit Dreieckverdachung am Querhaus. Turmhalle mit Kreuzgratgewölbe. Im Innern flachgedeckt, bestimmt durch die grün-braune Fassung der an Nord- und Südseite dreigeschossigen Emporen. An der Westseite einfache Orgelempore. Im Querhaus unterhalb der Emporen durch Glaswände abgetrennte Eingangsräume. Grün-braun gefasster Kanzelaltar mit risalitartig vorgezogener Kanzel mit schmalen Pilastern, durch ornamentale Malereien verziert. Die oktogonale Taufe von 1827 mit Zinnbecken, datiert 1848. Orgelprospekt in neuromanischen Formen, das Werk von Johann Gotthilf Bärmig, 1870, durch Hermann Eule 1897 erneuert. Mehrere schöne Sandsteingrabmäler des 16.–19. Jahrhunderts an den Kirchenaußenseiten. | 08960721 |
| Direkt Bild zu diesem Denkmal hochladen | 12 Grabmale (Einzeldenkmal zu ID-Nr. 09303276)                                                   | Hauptstraße 92 (neben) (Karte)                             | Nach 1662; nach 1734                                                            | Einzeldenkmale der Sachgesamtheit Evangelische Pfarrkirche und Kirchhof Kemnitz; an der Außenwand der Kirche Grabplatten des Johann Reichwald von Kämpfen (gestorben 1662) und des Johann Mentzer (gestorben 1734), fünf Grabmale unter einem Schauer (17./18. Jahrhundert) und fünf liegende Grabplatten der Familien Hanspach/Schubert an der Rückseite des Pfarrhauses (19. Jahrhundert); weitere Bruchstücke älterer Grabplatten auf dem Kirchhof | 08960721 |
| Direkt Bild zu diesem Denkmal hochladen | Grabanlage für Gefallene des Ersten Weltkrieges (Einzeldenkmal zu ID-Nr. 09303276)               | Hauptstraße 92 (neben) (Karte)                             | Nach 1918                                                                       | Einzeldenkmal der Sachgesamtheit Evangelische Pfarrkirche und Kirchhof Kemnitz; Steinkreuz, flankiert von je drei Stelen mit den Namen der Gefallenen | 08960721 |
| Direkt Bild zu diesem Denkmal hochladen | Einfriedungsmauer mit Torbogen (Einzeldenkmal zu ID-Nr. 09303276)                                | Hauptstraße 92 (neben) (Karte)                             |                                                                                 | Einzeldenkmal der Sachgesamtheit Evangelische Pfarrkirche und Kirchhof Kemnitz | 08960721 |
| Direkt Bild zu diesem Denkmal hochladen | Wohnstallhaus                                                                                    | Hauptstraße 110 (Karte)                                    | Nach 1800                                                                       | Obergeschoss Fachwerk, Zeugnis der erhaltenen älteren Holzbauweise, baugeschichtlich und sozialgeschichtlich von Bedeutung, Erdgeschoss verändert, Fenster Obergeschoss in originaler Größe, Dachüberstand, Annexgebäude abgebrochen | 08960739 |
| Weitere Bilder                          | Niedermühle; Mühlentechnik der Wassermühle                                                       | Hauptstraße 134 (Karte)                                    | Bezeichnet mit 1847                                                             | Technikgeschichtlich von Bedeutung, Technik zum Teil noch vorhanden, Abbruchgenehmigung vom 30. März 2010 | 08960630 |
| Direkt Bild zu diesem Denkmal hochladen | Vierseithof mit Wohnhaus, Scheune und zwei Seitengebäuden                                        | Hauptstraße 157 (Karte)                                    | Tafel über Eingang bezeichnet mit 1859                                          | Alle Gebäude massiv, in seiner Struktur erhalten, baugeschichtlich und wirtschaftsgeschichtlich von Bedeutung, Wohnhaus zweigeschossig, Drempel, massiv, weitgehend im ursprünglichen Aussehen erhalten, zwei Gurtgesimse, originale Fenstersprossung, Biberschwanzdeckung, zwei Seitengebäude mit Schieferdeckung, eines mit Biberschwanzdeckung, insgesamt 10 alte Blitzableiter, Seitengebäude mit wertvollen Toren | 08960735 |
| Direkt Bild zu diesem Denkmal hochladen | Wohnstallhaus (Umgebinde) eines Dreiseithofes                                                    | Hornstraße 10 (Karte)                                      | 1. Hälfte 19. Jahrhundert                                                       | Ehemaliges Windmühlengrundstück, baugeschichtlich und ortsbildprägend von Bedeutung, ehemaliges Umgebindehaus (Reste im Mauerwerk), Blockstube ausgemauert, Obergeschoss Fachwerk, zum Teil verbretterte Fenster Obergeschoss in originaler Größe, Granitgewände der Haus- und der Stalltür | 08960738 |
| Direkt Bild zu diesem Denkmal hochladen | Rittergut Oberkemnitz mit Herrenhaus (Nr. 25), vier Wirtschaftsgebäuden (Nr. 22a) und Gutspark   | Neue Straße 22a, 25 (Karte)                                | Nach 1666 (Herrenhaus); 1909, Nr. 22a wahrscheinlich älter (Wirtschaftsgebäude) | Baugeschichtlich, ortsgeschichtlich und ortsbildprägend von Bedeutung. Herrenhaus: gedrungener Baukörper mit Verstrebungen, zweigeschossig, massiv, mit mächtigem Krüppelwalmdach, Gewölbe in der Mittelachse. Eine Wasserburg wurde überbaut, Gräben zugeschüttet. 1945 ging ein Viertel des jetzigen Baues verloren. Die massiven Seitengebäude bilden eine große Platzanlage. Zahlreiche Fledermausgaupen, Biberschwanzdeckung. Bis August 2010 Wirtschaftsgebäude unter Hausnummer 28 in der Denkmalliste. Laut ALK-Daten Hausnummer 22a. | 08960717 |
| Direkt Bild zu diesem Denkmal hochladen | Gasthaus „Zum Russen“; Gewölbte Holzdecke des Tanzsaales                                         | Russenhäuser 4 (Karte)                                     | 1911                                                                            | Baukünstlerisch von Bedeutung, spitzbogiges Tonnengewölbe, Holzdecke ruht auf gemauerten Unterzügen | 08960790 |

## Kunnersdorf a. d. Eigen
| Bild                                    | Bezeichnung                                                                                         | Lage                                                                                 | Datierung                                                                                         | Beschreibung | ID       |
| --------------------------------------- | --------------------------------------------------------------------------------------------------- | ------------------------------------------------------------------------------------ | ------------------------------------------------------------------------------------------------- | --- | -------- |
| Direkt Bild zu diesem Denkmal hochladen | „Stockhaus“ (Gefängnis) der St.-Mariensternschen Klostergerichtsbarkeit                             | Am Kirchwehr 1 (Karte)                                                               | 1. Hälfte 19. Jahrhundert                                                                         | Als solches 1828 beim zweiten großen Stadtbrand erwähnt, mit Anbau, Haus zweigeschossig mit Krüppelwalmdach, Gewölbe auch im Obergeschoss, baugeschichtlich und ortsgeschichtlich von Bedeutung | 09225280 |
| Direkt Bild zu diesem Denkmal hochladen | Gasthaus „Klosterstübel“ mit Rückgebäude                                                            | Am Kirchwehr 2 (Karte)                                                               | 1. Hälfte 19. Jahrhundert, Rückgebäude jünger                                                     | Putzbau mit Krüppelwalmdach, baugeschichtlich und ortsgeschichtlich von Bedeutung | 09225283 |
| Direkt Bild zu diesem Denkmal hochladen | Wohnhaus                                                                                            | Am Kirchwehr 3 (Karte)                                                               | 1. Hälfte 19. Jahrhundert                                                                         | Obergeschoss Fachwerk, Giebelseite verkleidet, baugeschichtlich von Bedeutung | 09225279 |
| Direkt Bild zu diesem Denkmal hochladen | Wohnhaus                                                                                            | Am Kirchwehr 4 (Karte)                                                               | 1. Hälfte 19. Jahrhundert                                                                         | Obergeschoss Fachwerk, verschiefert, baugeschichtlich von Bedeutung, Krüppelwalmdach | 09225284 |
| Direkt Bild zu diesem Denkmal hochladen | Wohnhaus                                                                                            | Am Kirchwehr 5 (Karte)                                                               | 1. Hälfte 19. Jahrhundert                                                                         | Obergeschoss Fachwerk, baugeschichtlich von Bedeutung, Obergeschoss Fachwerk, Giebelseite verkleidet, bis Oktober 2010 irrtümlich unter Nummer 7 in der Denkmalliste | 09225278 |
| Direkt Bild zu diesem Denkmal hochladen | Wohnhaus mit Einfriedung und Pforte                                                                 | Am Kirchwehr 6 (Karte)                                                               | Um 1900 (Einfriedung)                                                                             | Obergeschoss Fachwerk, baugeschichtlich von Bedeutung, Fachwerk verkleidet, Pforte mit geschweiftem Gesims | 09225317 |
| Direkt Bild zu diesem Denkmal hochladen | Wohnhaus                                                                                            | Am Kirchwehr 9 (Karte)                                                               | 1. Hälfte 19. Jahrhundert                                                                         | Obergeschoss Fachwerk, baugeschichtlich von Bedeutung, Krüppelwalm, Fachwerk mit Holznägeln | 09225046 |
| Direkt Bild zu diesem Denkmal hochladen | Wohnhaus                                                                                            | Am Kirchwehr 11 (Karte)                                                              | Laut Auskunft 1820er Jahre                                                                        | Obergeschoss Fachwerk, baugeschichtlich von Bedeutung, Fachwerk verkleidet, originale Deckung, zwei Linden flankieren den Eingang | 09225049 |
| Direkt Bild zu diesem Denkmal hochladen | Wohnhaus                                                                                            | Am Kirchwehr 13 (Karte)                                                              | Mitte 19. Jahrhundert                                                                             | Obergeschoss Fachwerk, baugeschichtlich von Bedeutung, Giebelseite verbrettert, Schopfwalm | 09225048 |
| Direkt Bild zu diesem Denkmal hochladen | Wohnhaus mit östlichem Wohnhausanbau                                                                | Am Kirchwehr 15 (Karte)                                                              | 1. Hälfte 19. Jahrhundert (Fachwerkbau); 2. Hälfte19. Jahrhundert (Putzbau)                       | Fachwerkbau Giebelseite verbrettert, Wohnhausanbau Putzbau mit segmentbogigen Fenster- und Türöffnungen und Putzritzung, beide Gebäude haben die Hausnummer 15, baugeschichtlich von Bedeutung | 09225047 |
| Direkt Bild zu diesem Denkmal hochladen | Kattunfabrik; Fabrikgebäude                                                                         | Am Pließnitztal 1 (Karte)                                                            | Bezeichnet mit 1908 (Wetterfahne)                                                                 | Mit Eckturm und ziegelverblendeten Segmentbögen, baugeschichtlich und ortsgeschichtlich von Bedeutung, sechs ehemalig unter Denkmalschutz stehende weitere Fabrikgebäude abgebrochen | 09225287 |
| Direkt Bild zu diesem Denkmal hochladen | Bornmühle; Mühlenanwesen mit zwei aneinandergebauten Wohnhäusern                                    | Am Pließnitztal 2 (Karte)                                                            | Mitte 19. Jahrhundert                                                                             | Das vordere mit Pilaster- und Lisenengliederung, Putzritzung, mit Tafel „Nach dem großen Brande gebaut und vergrößert von Johan Carl Gottfriedt Schönfelder 1839“, baugeschichtlich und ortsgeschichtlich von Bedeutung, irrtümlich erfasst unter Am Pließnitztal 3 | 09225288 |
| Direkt Bild zu diesem Denkmal hochladen | Wohnhaus                                                                                            | Am Pließnitztal 7 (Karte)                                                            | Um 1800                                                                                           | Obergeschoss Fachwerk, baugeschichtlich von Bedeutung | 09225290 |
| Direkt Bild zu diesem Denkmal hochladen | Wohnstallhaus und Seitengebäude eines Bauernhofes                                                   | Am Pließnitztal 8 (Karte)                                                            | Bezeichnet mit 1861 (Wohnstallhaus im Türsturz)                                                   | Beide Obergeschoss Fachwerk, baugeschichtlich und wirtschaftsgeschichtlich von Bedeutung | 09225291 |
| Direkt Bild zu diesem Denkmal hochladen | Wohnhaus                                                                                            | Am Pließnitztal 10 (Karte)                                                           | 1. Hälfte 19. Jahrhundert                                                                         | Obergeschoss Fachwerk, baugeschichtlich von Bedeutung | 09225297 |
| Direkt Bild zu diesem Denkmal hochladen | Wohnhaus                                                                                            | Am Pließnitztal 11 (Karte)                                                           | 1. Hälfte 19. Jahrhundert                                                                         | Obergeschoss Fachwerk, verschiefert, baugeschichtlich von Bedeutung, alte Tür, Fledermausgauben | 09225298 |
| Direkt Bild zu diesem Denkmal hochladen | Wohnhaus                                                                                            | Am Pließnitztal 12 (Karte)                                                           | 1. Hälfte 19. Jahrhundert                                                                         | Obergeschoss Fachwerk, verschiefert, baugeschichtlich von Bedeutung, Fledermausgauben | 09225299 |
| Direkt Bild zu diesem Denkmal hochladen | Wohnhaus (Obergeschoss Fachwerk)                                                                    | Am Pließnitztal 16 (Karte)                                                           | 1. Hälfte 19. Jahrhundert                                                                         | Obergeschoss Fachwerk, verschiefert, baugeschichtlich von Bedeutung | 09225301 |
| Direkt Bild zu diesem Denkmal hochladen | Wohnhaus mit Wirtschaftsteil und Scheune                                                            | Am Pließnitztal 20 (Karte)                                                           | 1. Hälfte 19. Jahrhundert                                                                         | Wohnhaus Obergeschoss Fachwerk, Giebel verbrettert, baugeschichtlich und wirtschaftsgeschichtlich von Bedeutung | 09225302 |
| Direkt Bild zu diesem Denkmal hochladen | Vierseithof mit Wohnstallhaus, zwei westlichen Seitengebäuden und südlicher Scheune                 | Am Pließnitztal 30 (Karte)                                                           | Bezeichnet mit 1897 (Wohnstallhaus); bezeichnet mit 1878 (Scheune)                                | Wohnstallhaus mit Putzeckquaderung, Inschrifttafel (bezeichnet), große Scheune (bezeichnet), geschlossen erhaltene Hofanlage, baugeschichtlich und wirtschaftsgeschichtlich von Bedeutung, originale Biberschwanzdeckung, Wohnstallhaus mit Ladeluke an der Dachtraufe | 09225366 |
| Direkt Bild zu diesem Denkmal hochladen | Wohnstallhaus und Scheune eines Vierseithofes                                                       | Am Pließnitztal 37 (Karte)                                                           | Um 1800 (Wohnstallhaus); bezeichnet mit 1870 (Scheune)                                            | Wohnstallhaus Obergeschoss Fachwerk, Scheune mit Stockgesims und Pilastergliederung, baugeschichtlich und wirtschaftsgeschichtlich von Bedeutung, originale Fenster, sehr gefährdet, Dachdeckung mit Biberschwanz, flacher Dachhecht und Fledermausgauben | 09225367 |
| Direkt Bild zu diesem Denkmal hochladen | Rotes Gut; Vierseithof mit Wohnstallhaus, Seitengebäude und Scheune                                 | Am Schweizberg 8 (Karte)                                                             | Bezeichnet mit 1800 (Wohnstallhaus); um 1800 (Seitengebäude); 2. Hälfte 19. Jahrhundert (Scheune) | Wohnstallhaus Obergeschoss Fachwerk, Seitengebäude ebenfalls Fachwerk, baugeschichtlich und wirtschaftsgeschichtlich von Bedeutung, Auszugshaus stark verändert, Wohnstallhaus mit Dachhecht, Inschrifttafel über der Tür, bis 2010 irrtümlich unter Schweizberg 8 in der Denkmalliste | 09225306 |
| Direkt Bild zu diesem Denkmal hochladen | Vierseithof mit Wohnstallhaus und zwei Seitengebäuden                                               | Heidebergweg 2 (Karte)                                                               | 1. Hälfte 19. Jahrhundert                                                                         | Wohnstallhaus Obergeschoss zum Teil Fachwerk, baugeschichtlich und wirtschaftsgeschichtlich von Bedeutung, südliche Scheune Abbruch | 09225371 |
| Direkt Bild zu diesem Denkmal hochladen | Vierseithof mit Wohnstallhaus, Scheune, zwei Seitengebäuden, eins davon mit Oberlaube, und Hofmauer | Herrnhuter Straße 1 (Karte)                                                          | 3. Viertel 19. Jahrhundert                                                                        | Wohnstallhaus Obergeschoss Fachwerk, baugeschichtlich und wirtschaftsgeschichtlich von Bedeutung, Scheune verbrettert, zwei Seitengebäude: eines massiv, das andere zum Teil Fachwerk, verbrettert, mit Galerie | 09225293 |
| Direkt Bild zu diesem Denkmal hochladen | Fabrikantenvilla                                                                                    | Herrnhuter Straße 4 (Karte)                                                          | Bezeichnet mit 1898                                                                               | Mit reicher Fassadengliederung und Wintergarten, baugeschichtlich von Bedeutung, originale Dachlandschaft mit Gitter, alte Fenster, schön | 09225292 |
| Direkt Bild zu diesem Denkmal hochladen | Katholische Pfarrkirche St. Nikolaus                                                                | Herrnhuter Straße 6 (Karte)                                                          | 1901                                                                                              | Saalkirche im neogotischen Stil, baugeschichtlich und ortsgeschichtlich von Bedeutung. 1901 in neugotischem Stil erbaute Saalkirche, 1955 um ein Joch und Turm im Westen erweitert. Altarraumumgestaltung 1976. Verputzter Bruchsteinbau mit Satteldach. Der eingezogene Chor mit 5/8-Schluss. Das Äußere durch Spitzbogenfenster und Strebepfeiler gegliedert. Im Westen kleiner Turmbau mit Satteldach. Der Saal mit Kreuzrippengewölbe. Spitzbogiger Triumphbogen zum kreuzrippengewölbten Chor. Die Ausstattung schlicht. | 09225294 |
| Direkt Bild zu diesem Denkmal hochladen | Forsthof mit Wohnhaus, zwei Seitengebäuden und Toreinfahrt                                          | Herrnhuter Straße 8 (Karte)                                                          | Bezeichnet mit 1830 (Wohnhaus)                                                                    | Wohnhaus mit Wappen und Geweih über der Tür, bezeichnet, baugeschichtlich und ortsgeschichtlich von Bedeutung | 09225282 |
| Direkt Bild zu diesem Denkmal hochladen | Wohnhaus                                                                                            | Herrnhuter Straße 10 (Karte)                                                         | Um 1900                                                                                           | Putzbau mit Drempel, genutetes Erdgeschoss und Zierelemente aus Ziegel, baugeschichtlich von Bedeutung | 09225281 |
| Direkt Bild zu diesem Denkmal hochladen | Wohnhaus und Seitengebäude                                                                          | Herrnhuter Straße 13 (Karte)                                                         | 1. Hälfte 19. Jahrhundert                                                                         | Wohnhaus Obergeschoss Fachwerk, baugeschichtlich und wirtschaftsgeschichtlich von Bedeutung | 09225295 |
| Direkt Bild zu diesem Denkmal hochladen | Dreiseithof mit Wohnstallhaus, Scheune und Seitengebäude                                            | Herrnhuter Straße 15 (Karte)                                                         | Bezeichnet mit 1859 (Wohnstallhaus über der Tür)                                                  | Alle Gebäude massiv, Wohnstallhaus mit Fledermausgaupen und Dachhecht, Seitengebäude mit Fledermausgaupen und Granitsäule, baugeschichtlich und wirtschaftsgeschichtlich von Bedeutung | 09225308 |
| Direkt Bild zu diesem Denkmal hochladen | Mittelmühle; Mühlenanwesen mit Wohnhaus und Seitengebäude                                           | Herrnhuter Straße 22 (Karte)                                                         | Bezeichnet mit 1813 (Mühle); 2. Hälfte 19. Jahrhundert (Seitengebäude)                            | Zum Kloster Marienstern gehörig, Wohnhaus mit Putzgliederung und Inschrifttafel bezeichnet, baugeschichtlich und ortsgeschichtlich von Bedeutung | 09225307 |
| Direkt Bild zu diesem Denkmal hochladen | Wohnhaus                                                                                            | Herrnhuter Straße 24 (Karte)                                                         | 18. Jahrhundert                                                                                   | Obergeschoss Fachwerk, Giebel verbrettert, Andreaskreuze, baugeschichtlich und hausgeschichtlich von Bedeutung | 09225303 |
| Direkt Bild zu diesem Denkmal hochladen | Vierseithof mit Wohnstallhaus, Seitengebäude mit Oberlaube und zwei Scheunen                        | Herrnhuter Straße 44 (Karte)                                                         | Um 1800 (Wohnstallhaus); 1. Hälfte 19. Jahrhundert (Seitengebäude); bezeichnet mit 1857 (Scheune) | Wohnstallhaus Obergeschoss Fachwerk, baugeschichtlich, wirtschaftsgeschichtlich und ortsbildprägend von Bedeutung, Wohnstallhaus Obergeschoss Fachwerk, Giebel verbrettert, Granitgewände, rote Schieferdeckung, Stall mit Klostergewölbe, Biberschwanzdeckung mit Fledermausgaube, Scheunen (Inschrifttafel bezeichnet), bis 2010 irrtümlich unter Am Pließnitztal 44 in der Denkmalliste | 09225368 |
| Direkt Bild zu diesem Denkmal hochladen | Vierseithof mit Wohnstallhaus, Scheune und zwei Seitengebäuden                                      | Herrnhuter Straße 48 (Karte)                                                         | Bezeichnet mit 1873 (Wohnstallhaus); bezeichnet mit 1877 (Scheune)                                | Baugeschichtlich, wirtschaftsgeschichtlich und ortsbildprägend von Bedeutung, Wohnstallhaus mit Putznutungen und Stockgesims, Biberschwanzdeckung, Fenster zum Teil erhalten | 09225369 |
|                                         | Königlich-Sächsische Meilensteine (Sachgesamtheit); Meilenstein                                     | Russenstraße (an der alten Strecke Postkurs Nr. 33 von Bernstadt nach Löbau) (Karte) | Bezeichnet mit 1859                                                                               | Abzweigstein an der alten Strecke Postkurs Nummer 33 von Bernstadt nach Löbau, bezeichnet 1859, verkehrshistorisch von Bedeutung. Inschrift Ostseite: Löbau über Bischdorf; Inschrift Südseite: Löbau über Herwigsdorf; Inschrift Nordseite: unleserlich; Westseite: Posthorn und 1859, dazu jeweils die sächsische Krone, Sandstein. | 08960511 |
| Direkt Bild zu diesem Denkmal hochladen | Wohnhaus (Umgebinde)                                                                                | Viebig 2 (Karte)                                                                     | Um 1800                                                                                           | Obergeschoss Fachwerk, verschiefert, baugeschichtlich und sozialgeschichtlich von Bedeutung | 09225309 |
| Direkt Bild zu diesem Denkmal hochladen | Wohnhaus, bildet eine Einheit mit Nr. 10                                                            | Viebig 8 (Karte)                                                                     | Anfang 19. Jahrhundert                                                                            | Obergeschoss Fachwerk, baugeschichtlich von Bedeutung | 09225311 |
| Direkt Bild zu diesem Denkmal hochladen | Wohnhaus                                                                                            | Viebig 9 (Karte)                                                                     | 2. Hälfte 19. Jahrhundert                                                                         | Putzbau mit Stockgesims und Lisenengliederung, baugeschichtlich von Bedeutung, Satteldach | 09225316 |
| Direkt Bild zu diesem Denkmal hochladen | Wohnhaus, bildet eine Einheit mit Nr. 8                                                             | Viebig 10 (Karte)                                                                    | Anfang 19. Jahrhundert                                                                            | Obergeschoss Fachwerk, baugeschichtlich von Bedeutung | 09225312 |
| Direkt Bild zu diesem Denkmal hochladen | Wohnhaus                                                                                            | Viebig 11 (Karte)                                                                    | Um 1800                                                                                           | Obergeschoss Fachwerk, baugeschichtlich von Bedeutung | 09225315 |
| Direkt Bild zu diesem Denkmal hochladen | Scheune eines Zweiseithofes                                                                         | Viebig 16 (Karte)                                                                    | 1. Hälfte 19. Jahrhundert                                                                         | Fachwerk, baugeschichtlich und wirtschaftsgeschichtlich von Bedeutung, Wohnstallhaus (Obergeschoss Fachwerk, verputzt) 2010 gestrichen, durch nicht denkmalgerechte Sanierung kein Denkmalwert mehr vorhanden, Fachwerk im Obergeschoss vermutlich entfernt, keine denkmalgerechte Dacheindeckung | 09225314 |
| Direkt Bild zu diesem Denkmal hochladen | Wohnhaus                                                                                            | Zittauer Straße 24 (Karte)                                                           | 1. Hälfte 19. Jahrhundert                                                                         | Obergeschoss Fachwerk, baugeschichtlich von Bedeutung | 09225360 |
| Direkt Bild zu diesem Denkmal hochladen | Wohnhaus mit Treppenaufgang durch den Garten                                                        | Zittauer Straße 28 (Karte)                                                           | 1920er Jahre                                                                                      | Zeittypischer Putzbau, baugeschichtlich von Bedeutung, originale Fenster, Biberschwanzdeckung, Fledermausgauben und Dachhecht, Treppenanlage | 09225362 |

## Streichungen von der Denkmalliste

### Streichungen von der Denkmalliste (Bernstadt a. d. Eigen)
| Bild                                    | Bezeichnung                        | Lage                                   | Datierung                         | Beschreibung | ID       |
| --------------------------------------- | ---------------------------------- | -------------------------------------- | --------------------------------- | --- | -------- |
| Direkt Bild zu diesem Denkmal hochladen | Fußgängerbrücke über die Pließnitz | (Flurstücke 230/2, 243/4, 241) (Karte) | Um 1900                           | Stahlkonstruktion mit Holzauflage, baugeschichtlich und technikgeschichtlich von Bedeutung; nach 2014 von der Denkmalliste gestrichen                                                                                                   | 09225001 |
| Direkt Bild zu diesem Denkmal hochladen | Wohnhaus in geschlossener Bebauung | Ernst-Thälmann-Straße 5 (Karte)        | 1. Hälfte 19. Jahrhundert         | Baugeschichtlich und städtebaulich von Bedeutung, mit originaler Haustür, Biberschwanzdeckung mit drei Fledermausgauben. Zwischen 2017 und 2024 abgerissen.                                                                             | 09225332 |
| Direkt Bild zu diesem Denkmal hochladen | Wohnhaus                           | Ernst-Thälmann-Straße 14 (Karte)       | Anfang 19. Jahrhundert, verändert | Putzbau, baugeschichtlich und städtebaulich von Bedeutung, Korbbogentürgewände mit Schlussstein. Zwischen 2017 und 2024 aus der Denkmalliste gestrichen.                                                                                | 09225021 |
| Direkt Bild zu diesem Denkmal hochladen | Wohnhaus in halboffener Bebauung   | Friedensring 13 (Karte)                | 3. Viertel 19. Jahrhundert        | Zweigeschossiger Putzbau mit Mezzaningeschoss, baugeschichtlich und städtebaulich von Bedeutung; nach 2014 von der Denkmalliste gestrichen                                                                                              | 09225344 |
| Direkt Bild zu diesem Denkmal hochladen | Wohnhaus in halboffener Bebauung   | Friedensring 15 (Karte)                | 3. Viertel 19. Jahrhundert        | Zweigeschossiger Putzbau mit Mezzaningeschoss, baugeschichtlich und städtebaulich von Bedeutung; nach 2014 von der Denkmalliste gestrichen                                                                                              | 09225345 |
| Direkt Bild zu diesem Denkmal hochladen | Wohnhaus in geschlossener Bebauung | Markt 4 (Karte)                        | Anfang 19. Jahrhundert            | Putzbau mit Laden, steiles Satteldach, Teil der Marktplatzbebauung, baugeschichtlich und städtebaulich von Bedeutung, Betonpfannendach, neue Kunststofffenster. Abbruchantrag vom 14. Dezember 2015. Zwischen 2017 und 2024 abgerissen. | 09225326 |

### Streichungen von der Denkmalliste (Altbernsdorf a. d. Eigen)
| Bild                                    | Bezeichnung                                      | Lage                   | Datierung            | Beschreibung                                                               | ID       |
| --------------------------------------- | ------------------------------------------------ | ---------------------- | -------------------- | -------------------------------------------------------------------------- | -------- |
| Direkt Bild zu diesem Denkmal hochladen | Wohnstallhaus (Umgebinde) mit Handschwengelpumpe | Große Seite 29 (Karte) | Ende 18. Jahrhundert | Naturstein, unverputzt, baugeschichtlich und ortsbildprägend von Bedeutung | 09274302 |

### Streichungen von der Denkmalliste (Dittersbach a. d. Eigen)
| Bild                                    | Bezeichnung               | Lage                    | Datierung              | Beschreibung | ID       |
| --------------------------------------- | ------------------------- | ----------------------- | ---------------------- | --- | -------- |
| Direkt Bild zu diesem Denkmal hochladen | Wohnstallhaus (Umgebinde) | Bergweg 3 (Karte)       | Frühes 18. Jahrhundert | Obergeschoss Fachwerk, Teil eines Dreiseithofes, bau- und hausgeschichtlich von Bedeutung, rechts 2/3/2 Joche, Stube und Umgebinde-Konstruktion zum Teil frei (bebeilter Spannriegel/angeblattete Kopfbänder bzw. Knaggen), Stube mit gekerbten Brettlagen, Fachwerkoberstock einriegelig, auffällig dichtes Rasterfachwerk über Massivteil, über Stubenteil Reste ehemaliger Kreuzstreben (Blattsassen), verändert, Fußbänder, Giebeldreiecke verbrettert (heruntergezogene Rand- und Mittelbretter), Satteldach mit Fledermausgaupen, linker Stallteil massiv, seltene „Kronendach“-Deckung. Zwischen 2017 und 2024 aus der Denkmalliste gestrichen. | 09274406 |
| Direkt Bild zu diesem Denkmal hochladen | Wohnhaus                  | Klosterstraße 1 (Karte) |                        | Putzbau mit Mittelrisalit und Putzgliederung, baugeschichtlich von Bedeutung; nach 2014 von der Denkmalliste gestrichen | 09274402 |

### Streichungen von der Denkmalliste (Kemnitz)
| Bild                                    | Bezeichnung                                                                    | Lage                     | Datierung       | Beschreibung | ID       |
| --------------------------------------- | ------------------------------------------------------------------------------ | ------------------------ | --------------- | --- | -------- |
| Direkt Bild zu diesem Denkmal hochladen | Bogenbrücke                                                                    | (beim Rittergut) (Karte) | 19. Jahrhundert | In der Nähe des Rittergutes gelegen, baugeschichtlich von Bedeutung. Zwischen 2017 und 2024 aus der Denkmalliste gestrichen. | 08960718 |
| Direkt Bild zu diesem Denkmal hochladen | Wohnstallhaus mit Wirtschaftsteil                                              | Hauptstraße 15 (Karte)   | 18. Jahrhundert | Obergeschoss Fachwerk, hochgradig im ursprünglichen Aussehen erhalten, straßenbildprägendes Zeugnis der früheren Phase noch erhaltener Holzbauweise, baugeschichtlich von Bedeutung, Erdgeschoss verändert, Stallteil aber ursprünglich, Fenster Obergeschoss in originaler Größe, Giebelverbretterung. Zwischen 2019 und 2024 aus der Denkmalliste gestrichen. | 08960712 |
| Direkt Bild zu diesem Denkmal hochladen | Dreiseithof mit Wohnhaus und zwei Seitengebäuden                               | Hauptstraße 38 (Karte)   | Um 1850         | Wohnhaus Obergeschoss Fachwerk, in Struktur und Aussehen erhalten, baugeschichtlich und wirtschaftsgeschichtlich von Bedeutung; nach 2014 von der Denkmalliste gestrichen | 08960715 |
| Direkt Bild zu diesem Denkmal hochladen | Wohnstallhaus (Umgebinde)                                                      | Hauptstraße 64 (Karte)   | 18. Jahrhundert | Obergeschoss Fachwerk, Langständerbau, weitgehend im ursprünglichen Aussehen erhalten, bau- und sozialgeschichtlich von Bedeutung, Umgebinde links 2/2 Joche, Blockstube verschalt, Fenster in originaler Größe, Giebel verbrettert, ehemaliger Stallteil verändert. Zwischen 2017 und 2024 abgerissen.                                                         | 08960708 |
| Direkt Bild zu diesem Denkmal hochladen | Wohnstallhaus und Seitengebäude (mit Kumthalle) eines ehemaligen Vierseithofes | Hauptstraße 104 (Karte)  | 18. Jahrhundert | Wohnstallhaus Obergeschoss Fachwerk, trotz Veränderungen (Giebelseite ausgemauert) noch weitgehend ursprüngliches Zeugnis der älteren Holzbauweise, baugeschichtlich und wirtschaftsgeschichtlich von Bedeutung; zwischen 2014 und 2015 abgerissen | 08960737 |

### Streichungen von der Denkmalliste (Kunnersdorf a. d. Eigen)
| Bild                                    | Bezeichnung | Lage                      | Datierung                 | Beschreibung | ID       |
| --------------------------------------- | ----------- | ------------------------- | ------------------------- | --- | -------- |
| Direkt Bild zu diesem Denkmal hochladen | Wohnhaus    | Am Pließnitztal 9 (Karte) | 1. Hälfte 19. Jahrhundert | Obergeschoss Fachwerk verkleidet, baugeschichtlich von Bedeutung. Zwischen 2017 und 2024 abgerissen.                 | 09225296 |
| Direkt Bild zu diesem Denkmal hochladen | Wohnhaus    | Am Schweizberg 1 (Karte)  | Mitte 19. Jahrhundert     | Obergeschoss Fachwerk, Giebel verbrettert, baugeschichtlich von Bedeutung; nach 2014 von der Denkmalliste gestrichen | 09225304 |

## Tabellenlegende
- Bild: Bild des Kulturdenkmals, ggf. zusätzlich mit einem Link zu weiteren Fotos des Kulturdenkmals im Medienarchiv Wikimedia Commons. Wenn man auf das Kamerasymbol klickt, können Fotos zu Kulturdenkmalen aus dieser Liste hochgeladen werden:
- Bezeichnung: Denkmalgeschützte Objekte und ggf. Bauwerksname des Kulturdenkmals
- Lage: Straßenname und Hausnummer oder Flurstücknummer des Kulturdenkmals. Die Grundsortierung der Liste erfolgt nach dieser Adresse. Der Link (Karte) führt zu verschiedenen Kartendiensten mit der Position des Kulturdenkmals. Fehlt dieser Link, wurden die Koordinaten noch nicht eingetragen. Sind diese bekannt, können sie über ein Tool mit einer Kartenansicht einfach nachgetragen werden. In dieser Kartenansicht sind Kulturdenkmale ohne Koordinaten mit einem roten bzw. orangen Marker dargestellt und können durch Verschieben auf die richtige Position in der Karte mit Koordinaten versehen werden. Kulturdenkmale ohne Bild sind an einem blauen bzw. roten Marker erkennbar.
- Datierung: Baubeginn, Fertigstellung, Datum der Erstnennung oder grobe zeitliche Einordnung entsprechend des Eintrags in der sächsischen Denkmaldatenbank
- Beschreibung: Kurzcharakteristik des Kulturdenkmals entsprechend des Eintrags in der sächsischen Denkmaldatenbank, ggf. ergänzt durch die dort nur selten veröffentlichten Erfassungstexte oder zusätzliche Informationen
- ID: Vom Landesamt für Denkmalpflege Sachsen vergebene, das Kulturdenkmal eindeutig identifizierende Objekt-Nummer. Der Link führt zum PDF-Denkmaldokument des Landesamtes für Denkmalpflege Sachsen. Bei ehemaligen Kulturdenkmalen können die Objektnummern unbekannt sein und deshalb fehlen bzw. die Links von aus der Datenbank entfernten Objektnummern ins Leere führen. Ein ggf. vorhandenes Icon  führt zu den Angaben des Kulturdenkmals bei Wikidata.

## Ausführliche Denkmaltexte
1. ↑  Dehio – Handbuch der deutschen Kunstdenkmäler / Sachsen Band 1:

Mächtiger einschiffiger Kirchenbau mit Ostturm. Das Chorquadrat um 1200, das Querhaus um 1250, Umbau und Erweiterung nach Westen 1519/20. Turmbau im Osten 1700–06, da der Baugrund im Westen nicht tragfähig war, 1888 umfangreiche Veränderung des Inneren in neugotischer Formensprache durch Baumeister Zenker aus Reichenbach/O.L. 
Verputzter Bruchsteinbau auf kreuzförmigem Grundriss mit Walmdach. Das einschiffige Langhaus im Westen breiter als im Osten, das Querhaus in der Mitte des Baukörpers platziert. Sakristei im Osten zwischen Chor und Querhaus. Im Osten mächtiger Turm in drei fein gegliederten Geschossen, über dem kräftig profilierten Dachgesims Kuppel mit Laterne. Vorhallen im Westen, Süden und Norden.
Das Innere wird durch die Ausmalung von 1888 bestimmt. Dreijochiges Langhaus mit Netzgewölbe, datiert 1519. Die Vierung, ebenso wie die Querhausarme mit Kreuzgratgewölbe (die Rippen wurden aus Sicherheitsgründen entfernt), zum Schiff, Chor und Querhaus breite, rundbogige Gurt- und Scheidbögen. Der quadratische Chor mit Sterngewölbe, die Chorsüdwand durch einen Rundbogen zum Sängerchor geöffnet. Der Altarraum im unteren Turmgeschoss mit Kreuzgratgewölbe. Die Sakristei südlich des Chores mit Spitzbogentonne. Einfache Emporen an der Nord-, West- und Südseite des Schiffes und des Querhauses mit ornamental verzierten Brüstungen, datiert 1888.
Ausstattung: Klassizistischer Altar vom Tischler Wendt aus Ebersbach, datiert 1806. Altaraufbau mit korinthischen Säulen auf Postamenten, dazwischen eine Rundbogennische mit großem Kruzifix aus bemaltem Blech. Abschließend ein gerades Gesims mit Zahnfries, darüber Dreieckgiebel mit Wolken- und Strahlenkranz. – Die polygonale Holzkanzel auf hohem Holzpfeiler. Der säulenbesetzte Korb mit Darstellung Christi und der Apostel, Ende 19. Jahrhundert. Farbig gefasste, oktogonale Sandsteintaufe in neugotischen Formen, 2. Hälfte 19. Jahrhundert. Im Sängerchor Orgel in neugotischem Gehäuse von Hermann Eule, 1888. Im Fußboden des Chores Bronzeplatte für Bürgermeister Martin Weiße und Ehefrau Euphrosyne Charitas (gestorben 1736); dazugehörig Ölbildnis des Verstorbenen an der linken Seite des Chorbogens. In der nördlichen Vorhalle Holzepitaph für Michael Böhmer und dessen Frau Margarethe. In architektonischem Rahmen drei Ölbilder übereinander, unten Brustbild der beiden Verstorbenen, darüber Mann und Frau vor Gekreuzigtem kniend, abschließend der Salvator, Ende 16. Jahrhundert mit späteren Ergänzungen. Hier ebenfalls zwei gleich gestaltete Sandsteinepitaphe für Tobias Engelmann und dessen Frau Elisabeth (gestorben 1717). Inschriftenfeld im unteren Teil umgeben von Vorhang, im oberen von zwei Putten, die einen Wolkenkranz halten. 
Der Kirchhof mit Resten der spätmittelalterlichen Wehrmauer, daran zahlreiche Grabdenkmäler des 17. und 18. Jahrhunderts, unter anderem Sandsteinepitaphe für Pastor Abraham Richter (gestorben 1668), und Ehefrau Klara (gestorben 1661). Ganzfigürliche, frontale Darstellung der Verstorbenen in zeitgenössischer Tracht. Sandsteinepitaph für Richard Worster (gestorben 1738). Auf auskragendem Postament mit Inschriftenkartusche zeltartiger Aufbau mit männlicher Figur in antikisierender Rüstung neben einer Inschriftenkartusche.